# 2024-es WTA-szezon
A 2024-es WTA-szezon a WTA, azaz a női profi teniszezők nemzetközi szövetsége által megszervezett versenysorozat 2024-es évada. A szezon magába foglalja a Nemzetközi Teniszszövetség (ITF) által felügyelt Grand Slam-tornákat, a WTA1000 és WTA500 tornákat, a WTA250 tornákat, az ITF által szervezett Billie Jean King-kupát, valamint a két év végi versenyt, a WTA Elite Trophy tornát és a WTA Finals világbajnokságot, valamint a 2024-es olimpia teniszversenyét.
2022. március 1-től az Oroszország által Ukrajna területét ért támadás miatt a tenisz nemzetközi szervezetei, valamint a Grand Slam-tornák és a nemzetközi csapatversenyek szervezői Oroszországot és Fehéroroszországot kizárták a versenyekből. E két ország versenyzői csak saját nevükben vehetnek részt a tornákon, eredményeik nem számítanak be országuk eredményébe.

## Az év kiemelkedő magyar eredményei

### Győzelem (7)
Március:
- Bondár Anna – San Luis Open, San Luis, Mexikó (WTA125) (páros)

Április:
- Babos Tímea – Open de Rouen, Rouen, Franciaország (WTA250) (páros)

Június:
- Stollár Fanny – Open Internacional de Valencia, Valencia, Spanyolország (WTA125) (páros)

Július:
- Stollár Fanny – Hungarian Grand Prix, Budapest, Magyarország (WTA250) (páros)

Augusztus:
- Bondár Anna – German Open Hamburg, Hamburg, Németország (WTA125) (egyéni)
- Bondár Anna – German Open Hamburg, Hamburg, Németország (WTA125) (páros)

Szeptember:
- Stollár Fanny – Guadalajara 125 Open, Guadalajara, Mexikó (WTA125) (páros)

### Döntő (7)
Március:
- Babos Tímea – Antalya Challenger, Antalya, Törökország (WTA125) (páros)

Április:
- Bondár Anna – Copa Colsanitas, Bogotá, Kolumbia (WTA250) (páros)
- Babos Tímea – La Bisbal d’Empordà, Spanyolország (WTA125) (páros)
- Gálfi Dalma – La Bisbal d’Empordà, Spanyolország (WTA125) (páros)

Június:
- Udvardy Panna – Bari, Olaszország (WTA125) (egyéni)

Október:
- Stollár Fanny – Guangzhou Open, Kanton, Kína (WTA250) (páros)

November:
- Stollár Fanny – Jiangxi Open, Csiucsiang, Kína (WTA250) (páros)

## Versenynaptár
A WTA 2024-es versenynaptára, feltüntetve benne a legalább negyeddöntőbe jutott versenyzőket.
A színjelölések
| Grand Slam-tornák |
| Olimpia           |
| WTA 1000          |
| WTA 500           |
| WTA 250           |
| WTA Finals        |
| Csapatversenyek   |

Rövidítések: KM=körmérkőzés; E=egyéni; Q=kvalifikáció; P=páros; X=vegyes páros; (f)=fedett pályán.

### Január
| Kezdés napja                                                                          | Torna | Győztesek                                      | Döntősök                             | Elődöntősök                                                             | Negyeddöntősök                                                             |
| ------------------------------------------------------------------------------------- | --- | ---------------------------------------------- | ------------------------------------ | ----------------------------------------------------------------------- | -------------------------------------------------------------------------- |
| Január 1.                                                                             | United Cup Perth és Sydney, Ausztrália Kemény – $5,000,000 – 18 csapat Csapatverseny                                       | Lengyelország vs. Németország                  | Lengyelország vs. Németország        | Franciaország · Ausztrália                                              | Kína Norvégia Szerbia Görögország                                          |
| Brisbane International Brisbane, Ausztrália WTA 500 Kemény – $1,736,763 – 48E/24Q/24P | Jelena Ribakina 6–0, 6–3                                                                                                   | Arina Szabalenka                               | Viktorija Azaranka Linda Nosková     | Darja Kaszatkina Jeļena Ostapenko Mirra Andrejeva Anasztaszija Potapova |                                                                            |
| Brisbane International Brisbane, Ausztrália WTA 500 Kemény – $1,736,763 – 48E/24Q/24P | Ljudmila Kicsenok Jeļena Ostapenko 7–5, 6–2                                                                                | Greet Minnen Heather Watson                    | Viktorija Azaranka Linda Nosková     | Darja Kaszatkina Jeļena Ostapenko Mirra Andrejeva Anasztaszija Potapova |                                                                            |
| Auckland Classic Auckland, Új-Zéland WTA 250 Kemény – $267,082 – 32E/24Q/16P          | Cori Gauff 6–7(4), 6–3, 6–3                                                                                                | Elina Szvitolina                               | Emma Navarro Vang Hszi-jü            | Varvara Gracsova Petra Martić Diane Parry Marie Bouzková                |                                                                            |
| Auckland Classic Auckland, Új-Zéland WTA 250 Kemény – $267,082 – 32E/24Q/16P          | Anna Danilina Viktória Hrunčáková 6–3, 6–7(5), [10–8]                                                                      | Marie Bouzková Bethanie Mattek-Sands           | Emma Navarro Vang Hszi-jü            | Varvara Gracsova Petra Martić Diane Parry Marie Bouzková                |                                                                            |
| Január 8.                                                                             | Adelaide International Adelaide, Ausztrália WTA 500 Kemény – $922,573 – 30E/24Q/16P                                        | Jeļena Ostapenko 6–3, 6–2                      | Darja Kaszatkina                     | Jekatyerina Alekszandrova Jessica Pegula                                | Jelena Ribakina Marta Kosztyuk Laura Siegemund Anasztaszija Pavljucsenkova |
| Január 8.                                                                             | Adelaide International Adelaide, Ausztrália WTA 500 Kemény – $922,573 – 30E/24Q/16P                                        | Beatriz Haddad Maia Taylor Townsend 7–5, 6–3   | Caroline Garcia Kristina Mladenovic  | Jekatyerina Alekszandrova Jessica Pegula                                | Jelena Ribakina Marta Kosztyuk Laura Siegemund Anasztaszija Pavljucsenkova |
| Január 8.                                                                             | Moorilla Hobart International Hobart, Ausztrália WTA 250 Kemény – $267,082 – 32E/24Q/16P                                   | Emma Navarro 6–1, 4–6, 7–5                     | Elise Mertens                        | Daria Saville Jüan Jüe                                                  | Arantxa Rus Csu Lin Julija Putyinceva Viktorija Tomova                     |
| Január 8.                                                                             | Moorilla Hobart International Hobart, Ausztrália WTA 250 Kemény – $267,082 – 32E/24Q/16P                                   | Csan Hao-csing Giuliana Olmos 6–3, 6–3         | Kuo Han-jü Csiang Hszin-jü           | Daria Saville Jüan Jüe                                                  | Arantxa Rus Csu Lin Julija Putyinceva Viktorija Tomova                     |
| Január 15. Január 22.                                                                 | 2024-es Australian Open Melbourne, Ausztrália Grand Slam Kemény – $39,264,000 – 128E/64P/32V Egyéni – Páros – Vegyes páros | Arina Szabalenka 6–3, 6–2                      | Cseng Csin-ven                       | Dajana Jasztremszka Cori Gauff                                          | Linda Nosková Anna Kalinszkaja Marta Kosztyuk Barbora Krejčíková           |
| Január 15. Január 22.                                                                 | 2024-es Australian Open Melbourne, Ausztrália Grand Slam Kemény – $39,264,000 – 128E/64P/32V Egyéni – Páros – Vegyes páros | Hszie Su-vej Elise Mertens 6–1, 7–5            | Ljudmila Kicsenok Jeļena Ostapenko   | Dajana Jasztremszka Cori Gauff                                          | Linda Nosková Anna Kalinszkaja Marta Kosztyuk Barbora Krejčíková           |
| Január 15. Január 22.                                                                 | 2024-es Australian Open Melbourne, Ausztrália Grand Slam Kemény – $39,264,000 – 128E/64P/32V Egyéni – Páros – Vegyes páros | Hszie Su-vej Jan Zieliński 6–7(5), 6–4, [11–9] | Desirae Krawczyk Neal Skupski        | Dajana Jasztremszka Cori Gauff                                          | Linda Nosková Anna Kalinszkaja Marta Kosztyuk Barbora Krejčíková           |
| Január 29.                                                                            | Linz Open Linz, Ausztria WTA 500 Kemény (f) – $922,573 – 32E/24Q/16P                                                       | Jeļena Ostapenko 6–2, 6–3                      | Jekatyerina Alekszandrova            | Anasztaszija Pavljucsenkova Donna Vekić                                 | Jodie Burrage Elise Mertens Clara Burel Anasztaszija Potapova              |
| Január 29.                                                                            | Linz Open Linz, Ausztria WTA 500 Kemény (f) – $922,573 – 32E/24Q/16P                                                       | Sara Errani Jasmine Paolini 7–5, 4–6, [10–7]   | Nicole Melichar-Martinez Ellen Perez | Anasztaszija Pavljucsenkova Donna Vekić                                 | Jodie Burrage Elise Mertens Clara Burel Anasztaszija Potapova              |
| Január 29.                                                                            | Thailand Open Huahin, Thaiföld WTA 250 Kemény – $267,082 – 32E/24Q/16P                                                     | Gyiana Snajgyer 6–3, 2–6, 6–1                  | Csu Lin                              | Vang Hszin-jü Vang Ja-fan                                               | Gálfi Dalma Julija Putyinceva Katie Volynets Arina Rodionova               |
| Január 29.                                                                            | Thailand Open Huahin, Thaiföld WTA 250 Kemény – $267,082 – 32E/24Q/16P                                                     | Kato Miju Aldila Sutjiadi 6–4, 1–6, [10–7]     | Kuo Han-jü Csiang Hszin-jü           | Vang Hszin-jü Vang Ja-fan                                               | Gálfi Dalma Julija Putyinceva Katie Volynets Arina Rodionova               |

### Február
| Kezdés napja | Torna                                                                                                | Győztesek                                     | Döntősök                             | Elődöntősök                                   | Negyeddöntősök                                                      |
| ------------ | --- | --------------------------------------------- | ------------------------------------ | --------------------------------------------- | ------------------------------------------------------------------- |
| Február 5.   | Abu Dhabi Open Abu-Dzabi, Egyesült Arab Emírségek WTA 500 Kemény – $922,573 – 28E/24Q/16P            | Jelena Ribakina 6–1, 6–4                      | Darja Kaszatkina                     | Ljudmila Szamszonova Beatriz Haddad Maia      | Cristina Bucșa Barbora Krejčíková Sorana Cîrstea Unsz Dzsábir       |
| Február 5.   | Abu Dhabi Open Abu-Dzabi, Egyesült Arab Emírségek WTA 500 Kemény – $922,573 – 28E/24Q/16P            | Sofia Kenin Bethanie Mattek-Sands 6–4, 7–6(4) | Linda Nosková Heather Watson         | Ljudmila Szamszonova Beatriz Haddad Maia      | Cristina Bucșa Barbora Krejčíková Sorana Cîrstea Unsz Dzsábir       |
| Február 5.   | Transylvania Open Kolozsvár, Románia WTA 250 Kemény (f) – $267,082 – 32E/24Q/16P                     | Karolína Plíšková 6–4, 6–3                    | Ana Bogdan                           | Jaqueline Cristian Harriet Dart               | Arantxa Rus Anastasija Sevastova Nuria Párrizas Díaz Sara Errani    |
| Február 5.   | Transylvania Open Kolozsvár, Románia WTA 250 Kemény (f) – $267,082 – 32E/24Q/16P                     | Catherine McNally Asia Muhammad 6–3, 6–4      | Harriet Dart Tereza Mihalíková       | Jaqueline Cristian Harriet Dart               | Arantxa Rus Anastasija Sevastova Nuria Párrizas Díaz Sara Errani    |
| Február 12.  | Qatar Open Doha, Katar WTA 1000 Kemény – $3,211,715 – 56E/24Q/16P                                    | Iga Świątek 7–6(8), 6–2                       | Jelena Ribakina                      | Karolína Plíšková Anasztaszija Pavljucsenkova | Viktorija Fjodaravna Ószaka Naomi Leylah Fernandez Danielle Collins |
| Február 12.  | Qatar Open Doha, Katar WTA 1000 Kemény – $3,211,715 – 56E/24Q/16P                                    | Demi Schuurs Luisa Stefani 6–4, 6–2           | Caroline Dolehide Desirae Krawczyk   | Karolína Plíšková Anasztaszija Pavljucsenkova | Viktorija Fjodaravna Ószaka Naomi Leylah Fernandez Danielle Collins |
| Február 19.  | Dubai Tennis Championships Dubaj, Egyesült Arab Emírségek WTA 1000 Kemény – $3,211,715 – 56E/24Q/16P | Jasmine Paolini 4–6, 7–5, 7–5                 | Anna Kalinszkaja                     | Iga Świątek Sorana Cîrstea                    | Cseng Csin-ven Cori Gauff Jelena Ribakina Markéta Vondroušová       |
| Február 19.  | Dubai Tennis Championships Dubaj, Egyesült Arab Emírségek WTA 1000 Kemény – $3,211,715 – 56E/24Q/16P | Storm Hunter Kateřina Siniaková 6–4, 6–2      | Nicole Melichar-Martinez Ellen Perez | Iga Świątek Sorana Cîrstea                    | Cseng Csin-ven Cori Gauff Jelena Ribakina Markéta Vondroušová       |
| Február 26.  | San Diego Open San Diego, Amerikai Egyesült Államok WTA 500 Kemény – $922,573 – 28E/24Q/16P          | Katie Boulter 5–7, 6–2, 6–2                   | Marta Kosztyuk                       | Jessica Pegula Emma Navarro                   | Anna Blinkova Anasztaszija Pavljucsenkova Daria Saville Donna Vekić |
| Február 26.  | San Diego Open San Diego, Amerikai Egyesült Államok WTA 500 Kemény – $922,573 – 28E/24Q/16P          | Nicole Melichar-Martinez Ellen Perez 6–1, 6–2 | Desirae Krawczyk Jessica Pegula      | Jessica Pegula Emma Navarro                   | Anna Blinkova Anasztaszija Pavljucsenkova Daria Saville Donna Vekić |
| Február 26.  | ATX Open Austin, Amerikai Egyesült Államok WTA 250 Kemény – $267,082 – 32E/24Q/16P                   | Jüan Jüe 6–4, 7–6(4)                          | Vang Hszi-jü                         | Anhelina Kalinyina Anna Karolína Schmiedlová  | Diane Parry Danielle Collins Vang Ja-fan Anastasija Sevastova       |
| Február 26.  | ATX Open Austin, Amerikai Egyesült Államok WTA 250 Kemény – $267,082 – 32E/24Q/16P                   | Olivia Gadecki Olivia Nicholls 6–2, 6–4       | Katarzyna Kawa Bibiane Schoofs       | Anhelina Kalinyina Anna Karolína Schmiedlová  | Diane Parry Danielle Collins Vang Ja-fan Anastasija Sevastova       |

### Március
| Kezdés napja            | Torna                                                                                                | Győztesek                                             | Döntősök                          | Elődöntősök                                  | Negyeddöntősök                                                 |
| ----------------------- | --- | ----------------------------------------------------- | --------------------------------- | -------------------------------------------- | -------------------------------------------------------------- |
| Március 4. Március 11.  | Indian Wells Open Indian Wells, Amerikai Egyesült Államok WTA 1000 Kemény – 9 258 080$ – 96E/48Q/32P | Iga Świątek 6–4, 6–0                                  | María Szákari                     | Marta Kosztyuk Cori Gauff                    | Caroline Wozniacki Anasztaszija Potapova Jüan Jüe Emma Navarro |
| Március 4. Március 11.  | Indian Wells Open Indian Wells, Amerikai Egyesült Államok WTA 1000 Kemény – 9 258 080$ – 96E/48Q/32P | Hszie Su-vej Elise Mertens 6–3, 6–4                   | Storm Hunter Kateřina Siniaková   | Marta Kosztyuk Cori Gauff                    | Caroline Wozniacki Anasztaszija Potapova Jüan Jüe Emma Navarro |
| Március 18. Március 25. | Miami Open Miami, Amerikai Egyesült Államok WTA 1000 Kemény – $ – 96E/48Q/32P                        | Danielle Collins 7–5, 6–3                             | Jelena Ribakina                   | Jekatyerina Alekszandrova Viktorija Azaranka | Jessica Pegula Caroline Garcia María Szákari Julija Putyinceva |
| Március 18. Március 25. | Miami Open Miami, Amerikai Egyesült Államok WTA 1000 Kemény – $ – 96E/48Q/32P                        | Sofia Kenin Bethanie Mattek-Sands 4–6, 7–6(5), [11–9] | Gabriela Dabrowski Erin Routliffe | Jekatyerina Alekszandrova Viktorija Azaranka | Jessica Pegula Caroline Garcia María Szákari Julija Putyinceva |

### Április
| Kezdés napja            | Torna                                                                                               | Győztesek | Döntősök | Elődöntősök                        | Negyeddöntősök                                                             |
| ----------------------- | --------------------------------------------------------------------------------------------------- | --- | --- | ---------------------------------- | -------------------------------------------------------------------------- |
| Április 1.              | Charleston Open Charleston, Amerikai Egyesült Államok WTA 500 Salak (zöld) – $922,573 – 56E/24Q/16P | Danielle Collins 6–2, 6–1 | Darja Kaszatkina | Jessica Pegula María Szákari       | Viktorija Azaranka Jaqueline Cristian Veronyika Kugyermetova Elise Mertens |
| Április 1.              | Charleston Open Charleston, Amerikai Egyesült Államok WTA 500 Salak (zöld) – $922,573 – 56E/24Q/16P | Ashlyn Krueger Sloane Stephens 1–6, 6–3, [10–7] | Ljudmila Kicsenok Nagyija Kicsenok                                                                                   | Jessica Pegula María Szákari       | Viktorija Azaranka Jaqueline Cristian Veronyika Kugyermetova Elise Mertens |
| Április 1.              | Copa Colsanitas Bogotá, Kolumbia WTA 250 Salak – $267,082 – 32E/24Q/16P                             | Camila Osorio 6–3, 7–6(5) | Marie Bouzková | Kamilla Rahimova Sara Errani       | Laura Siegemund Cristina Bucșa Irina Bara Tatjana Maria                    |
| Április 1.              | Copa Colsanitas Bogotá, Kolumbia WTA 250 Salak – $267,082 – 32E/24Q/16P                             | Cristina Bucșa Kamilla Rahimova 7–6(5), 3–6, [10–8] | Bondár Anna Irina Hromacsova                                                                                         | Kamilla Rahimova Sara Errani       | Laura Siegemund Cristina Bucșa Irina Bara Tatjana Maria                    |
| Április 8.              | Billie Jean King-kupa selejtezők                                                                    | Kvalifikációs kör győztesei · Ausztrália, 4–0 · Lengyelország, 4–0 · Egyesült Királyság, 3–1 · Egyesült Államok, 4–0 · Japán, 3–1 · Németország, 3–1 · Szlovákia, 4–0 · Románia, 3–2 | Kvalifikációs kör vesztesei · Mexikó · Svájc · Franciaország · Belgium · Kazahsztán · Brazília · Szlovénia · Ukrajna |                                    |                                                                            |
| Április 15.             | Stuttgart Open Stuttgart, Németország WTA 500 Salak (f) – $922,573 – 28E/16Q/16P                    | Jelena Ribakina 6–2, 6–2 | Marta Kosztyuk | Iga Świątek Markéta Vondroušová    | Emma Raducanu Jasmine Paolini Cori Gauff Arina Szabalenka                  |
| Április 15.             | Stuttgart Open Stuttgart, Németország WTA 500 Salak (f) – $922,573 – 28E/16Q/16P                    | Csan Hao-csing Veronyika Kugyermetova 4–6, 6–3, [10–2] | Ulrikke Eikeri Ingrid Neel                                                                                           | Iga Świątek Markéta Vondroušová    | Emma Raducanu Jasmine Paolini Cori Gauff Arina Szabalenka                  |
| Április 15.             | Open de Rouen Rouen, Franciaország WTA 250 Salak (f) – $267,082 – 32E/16Q/16P                       | Sloane Stephens 6–1, 2–6, 6–2 | Magda Linette | Anhelina Kalinyina Caroline Garcia | Arantxa Rus Mirra Andrejeva Jüan Jüe Elena-Gabriela Ruse                   |
| Április 15.             | Open de Rouen Rouen, Franciaország WTA 250 Salak (f) – $267,082 – 32E/16Q/16P                       | Babos Tímea Irina Hromacsova 6–3, 6–4 | Naiktha Bains Maia Lumsden                                                                                           | Anhelina Kalinyina Caroline Garcia | Arantxa Rus Mirra Andrejeva Jüan Jüe Elena-Gabriela Ruse                   |
| Április 22. Április 29. | Madrid Open Madrid, Spanyolország WTA 1000 Salak – $8,770,480 – 96E/32Q/32P                         | Iga Świątek 7–5, 4–6, 7–6(7) | Arina Szabalenka | Madison Keys Jelena Ribakina       | Beatriz Haddad Maia Unsz Dzsábir Julija Putyinceva Mirra Andrejeva         |
| Április 22. Április 29. | Madrid Open Madrid, Spanyolország WTA 1000 Salak – $8,770,480 – 96E/32Q/32P                         | Cristina Bucșa Sara Sorribes Tormo 6–0, 6–2 | Barbora Krejčíková Laura Siegemund                                                                                   | Madison Keys Jelena Ribakina       | Beatriz Haddad Maia Unsz Dzsábir Julija Putyinceva Mirra Andrejeva         |

### Május
| Kezdés napja       | Torna | Győztesek                                        | Döntősök                      | Elődöntősök                             | Negyeddöntősök                                                             |
| ------------------ | --- | ------------------------------------------------ | ----------------------------- | --------------------------------------- | -------------------------------------------------------------------------- |
| Május 6. Május 13. | Italian Open Róma, Olaszország WTA 1000 Salak – $5,509,771 – 96E/32Q/32P                                 | Iga Świątek 6–2, 6–3                             | Arina Szabalenka              | Cori Gauff Danielle Collins             | Madison Keys Cseng Csin-ven Viktorija Azaranka Jeļena Ostapenko            |
| Május 6. Május 13. | Italian Open Róma, Olaszország WTA 1000 Salak – $5,509,771 – 96E/32Q/32P                                 | Sara Errani Jasmine Paolini 6–3, 4–6, [10–8]     | Cori Gauff Erin Routliffe     | Cori Gauff Danielle Collins             | Madison Keys Cseng Csin-ven Viktorija Azaranka Jeļena Ostapenko            |
| Május 20.          | Internationaux de Strasbourg Strasbourg, Franciaország WTA 500 Salak – $922,573 – 28E/16Q/16P            | Madison Keys 6–1, 6–2                            | Danielle Collins              | Anhelina Kalinyina Ljudmila Szamszonova | Markéta Vondroušová Clara Burel Magda Linette Beatriz Haddad Maia          |
| Május 20.          | Internationaux de Strasbourg Strasbourg, Franciaország WTA 500 Salak – $922,573 – 28E/16Q/16P            | Cristina Bucșa Monica Niculescu 3–6, 6–4, [10–6] | Asia Muhammad Aldila Sutjiadi | Anhelina Kalinyina Ljudmila Szamszonova | Markéta Vondroušová Clara Burel Magda Linette Beatriz Haddad Maia          |
| Május 20.          | Morocco Open Rabat, Marokkó WTA 250 Salak – $267,082 – 32E/16Q/16P                                       | Peyton Stearns 6–2, 6–1                          | Mayar Sherif                  | Kamilla Rahimova Viktorija Tomova       | Elisabetta Cocciaretto Sara Sorribes Tormo Lucia Bronzetti Laura Siegemund |
| Május 20.          | Morocco Open Rabat, Marokkó WTA 250 Salak – $267,082 – 32E/16Q/16P                                       | Irina Hromacsova Jana Szizikova 6–3, 6–2         | Anna Danilina Hszü Ji-fan     | Kamilla Rahimova Viktorija Tomova       | Elisabetta Cocciaretto Sara Sorribes Tormo Lucia Bronzetti Laura Siegemund |
| Május 27 Június 3  | Roland Garros Párizs, Franciaország Grand Slam € – Salak 128E/128Q/64D/32X Egyéni – Páros – Vegyes páros | Iga Świątek 6–2, 6–1                             | Jasmine Paolini               | Cori Gauff Mirra Andrejeva              | Markéta Vondroušová Unsz Dzsábir Jelena Ribakina Arina Szabalenka          |
| Május 27 Június 3  | Roland Garros Párizs, Franciaország Grand Slam € – Salak 128E/128Q/64D/32X Egyéni – Páros – Vegyes páros | Cori Gauff Kateřina Siniaková 7–6(5), 6–3        | Sara Errani Jasmine Paolini   | Cori Gauff Mirra Andrejeva              | Markéta Vondroušová Unsz Dzsábir Jelena Ribakina Arina Szabalenka          |
| Május 27 Június 3  | Roland Garros Párizs, Franciaország Grand Slam € – Salak 128E/128Q/64D/32X Egyéni – Páros – Vegyes páros | Laura Siegemund Édouard Roger-Vasselin 6–4, 7–5  | Desirae Krawczyk Neal Skupski | Cori Gauff Mirra Andrejeva              | Markéta Vondroušová Unsz Dzsábir Jelena Ribakina Arina Szabalenka          |

### Június
| Kezdés napja | Torna                                                                                       | Győztesek                                              | Döntősök                              | Elődöntősök                                  | Negyeddöntősök                                                        |
| ------------ | ------------------------------------------------------------------------------------------- | ------------------------------------------------------ | ------------------------------------- | -------------------------------------------- | --------------------------------------------------------------------- |
| Június 10.   | Libema Open Rosmalen, Hollandia WTA 250 Fű – 267,082$ – 32E/24Q/16P                         | Ljudmila Szamszonova 4–6, 6–3, 7–5                     | Bianca Andreescu                      | Gálfi Dalma Jekatyerina Alekszandrova        | Aleksandra Krunić Ószaka Naomi Robin Montgomery Greet Minnen          |
| Június 10.   | Libema Open Rosmalen, Hollandia WTA 250 Fű – 267,082$ – 32E/24Q/16P                         | Ingrid Neel Bibiane Schoofs 7–6(6), 6–3                | Tereza Mihalíková Olivia Nicholls     | Gálfi Dalma Jekatyerina Alekszandrova        | Aleksandra Krunić Ószaka Naomi Robin Montgomery Greet Minnen          |
| Június 10.   | Nottingham Open Nottingham, Egyesült Királyság WTA 250 Fű – 267,082$ – 32E/24Q/16P          | Katie Boulter 4–6, 6–3, 6–2                            | Karolína Plíšková                     | Diane Parry Emma Raducanu                    | Unsz Dzsábir Kimberly Birrell Magdalena Fręch Francesca Jones         |
| Június 10.   | Nottingham Open Nottingham, Egyesült Királyság WTA 250 Fű – 267,082$ – 32E/24Q/16P          | Gabriela Dabrowski Erin Routliffe 5–7, 6–3, [11–9]     | Harriet Dart Diane Parry              | Diane Parry Emma Raducanu                    | Unsz Dzsábir Kimberly Birrell Magdalena Fręch Francesca Jones         |
| Június 17.   | German Open Berlin, Németország WTA 500 Fű – 802,237$ – 32E/24Q/16P                         | Jessica Pegula 6–7(0), 6–4, 7–6(3)                     | Anna Kalinszkaja                      | Cori Gauff Viktorija Azaranka                | Unsz Dzsábir Kateřina Siniaková Jelena Ribakina Arina Szabalenka      |
| Június 17.   | German Open Berlin, Németország WTA 500 Fű – 802,237$ – 32E/24Q/16P                         | Vang Hszin-jü Cseng Szaj-szaj 6–2, 7–5                 | Csan Hao-csing Veronyika Kugyermetova | Cori Gauff Viktorija Azaranka                | Unsz Dzsábir Kateřina Siniaková Jelena Ribakina Arina Szabalenka      |
| Június 17.   | Birmingham Classic Birmingham, Egyesült Királyság WTA 250 Fű – 267,082$ – 32E/24Q/16P       | Julija Putyinceva 6–1, 7–6(8)                          | Ajla Tomljanović                      | Elisabetta Cocciaretto Anasztaszija Potapova | Gyiana Snajgyer Caroline Dolehide Leylah Fernandez Barbora Krejčíková |
| Június 17.   | Birmingham Classic Birmingham, Egyesült Királyság WTA 250 Fű – 267,082$ – 32E/24Q/16P       | Hszie Su-vej Elise Mertens 6–1, 6–3                    | Kato Miju Csang Suaj                  | Elisabetta Cocciaretto Anasztaszija Potapova | Gyiana Snajgyer Caroline Dolehide Leylah Fernandez Barbora Krejčíková |
| Június 24.   | Bad Homburg Open Bad Homburg, Németország WTA 500 Fű – 802,237$ – 32E/24Q/16P               | Gyiana Snajgyer 6–3, 2–6, 6–3                          | Donna Vekić                           | Emma Navarro Viktorija Tomova                | Paula Badosa Caroline Wozniacki Anna Blinkova Kateřina Siniaková      |
| Június 24.   | Bad Homburg Open Bad Homburg, Németország WTA 500 Fű – 802,237$ – 32E/24Q/16P               | Nicole Melichar-Martinez Ellen Perez 4–6, 6–3, [10–8]  | Csan Hao-csing Veronyika Kugyermetova | Emma Navarro Viktorija Tomova                | Paula Badosa Caroline Wozniacki Anna Blinkova Kateřina Siniaková      |
| Június 24.   | Eastbourne International Eastbourne, Egyesült Királyság WTA 500 Fű – 922,573$ – 32E/24Q/16P | Darja Kaszatkina 6–3, 6–4                              | Leylah Fernandez                      | Madison Keys Jasmine Paolini                 | Harriet Dart Karolína Muchová Katie Boulter Emma Raducanu             |
| Június 24.   | Eastbourne International Eastbourne, Egyesült Királyság WTA 500 Fű – 922,573$ – 32E/24Q/16P | Ljudmila Kicsenok Jeļena Ostapenko 5–7, 7–6(2), [10–8] | Gabriela Dabrowski Erin Routliffe     | Madison Keys Jasmine Paolini                 | Harriet Dart Karolína Muchová Katie Boulter Emma Raducanu             |

### Július
| Kezdés napja        | Torna                                                                                  | Győztesek                                          | Döntősök                                  | Elődöntősök                                          | Negyeddöntősök                                                        |
| ------------------- | -------------------------------------------------------------------------------------- | -------------------------------------------------- | ----------------------------------------- | ---------------------------------------------------- | --------------------------------------------------------------------- |
| Július 1. Július 8. | Wimbledon London, UK Grand Slam Fű – $ – 128E/64D/32X Egyéni – Páros – Vegyes páros    | Barbora Krejčíková 6–2, 2–6, 6–4                   | Jasmine Paolini                           | Jelena Ribakina Donna Vekić                          | Jeļena Ostapenko Elina Szvitolina Lulu Sun Emma Navarro               |
| Július 1. Július 8. | Wimbledon London, UK Grand Slam Fű – $ – 128E/64D/32X Egyéni – Páros – Vegyes páros    | Kateřina Siniaková Taylor Townsend 7–6(5), 7–6(1)  | Gabriela Dabrowski Erin Routliffe         | Jelena Ribakina Donna Vekić                          | Jeļena Ostapenko Elina Szvitolina Lulu Sun Emma Navarro               |
| Július 1. Július 8. | Wimbledon London, UK Grand Slam Fű – $ – 128E/64D/32X Egyéni – Páros – Vegyes páros    | Hszie Su-vej Jan Zieliński 6–4, 6–2                | Giuliana Olmos Santiago González          | Jelena Ribakina Donna Vekić                          | Jeļena Ostapenko Elina Szvitolina Lulu Sun Emma Navarro               |
| Július 15.          | Palermo Ladies Open Palermo, Olaszország WTA 250 Salak – 267,082$ – 32E/24Q/16P        | Cseng Csin-ven 6–4, 4–6, 6–2                       | Karolína Muchová                          | Diane Parry Irina-Camelia Begu                       | Jaqueline Cristian Chloé Paquet Ann Li Astra Sharma                   |
| Július 15.          | Palermo Ladies Open Palermo, Olaszország WTA 250 Salak – 267,082$ – 32E/24Q/16P        | Alekszandra Panova Jana Szizikova 4–6, 6–3, [10–5] | Yvonne Cavallé Reimers Aurora Zantedeschi | Diane Parry Irina-Camelia Begu                       | Jaqueline Cristian Chloé Paquet Ann Li Astra Sharma                   |
| Július 15.          | Hungarian Grand Prix Budapest, Magyarország WTA 250 Salak – 267,082$ – 32E/24Q/16P     | Gyiana Snajgyer 6–4, 6–4                           | Aljakszandra Szasznovics                  | Eva Lys Anna Karolína Schmiedlová                    | Ella Seidel Rebecca Šramková Elina Avaneszjan Suzan Lamens            |
| Július 15.          | Hungarian Grand Prix Budapest, Magyarország WTA 250 Salak – 267,082$ – 32E/24Q/16P     | Katarzyna Piter Stollár Fanny 6–3, 3–6, [10–3]     | Anna Danilina Irina Hromacsova            | Eva Lys Anna Karolína Schmiedlová                    | Ella Seidel Rebecca Šramková Elina Avaneszjan Suzan Lamens            |
| Július 22.          | Iași Open Jászvásár, Románia WTA 250 Salak – $ – 32E/24Q/16P                           | Mirra Andrejeva 5–7, 7–5, 4–0 feladta              | Elina Avaneszjan                          | Olga Danilović Chloé Paquet                          | Lea Bošković Bondár Anna Jaqueline Cristian Séléna Janicijevic        |
| Július 22.          | Iași Open Jászvásár, Románia WTA 250 Salak – $ – 32E/24Q/16P                           | Anna Danilina Irina Hromacsova 6–4, 6–2            | Alekszandra Panova Jana Szizikova         | Olga Danilović Chloé Paquet                          | Lea Bošković Bondár Anna Jaqueline Cristian Séléna Janicijevic        |
| Július 22.          | Prague Open Prága, Csehország WTA 250 Salak – $ – 32E/24Q/16P                          | Magda Linette 6–2, 6–1                             | Magdalena Fręch                           | Linda Nosková Laura Samson                           | Ella Seidel Viktorija Tomova Anhelina Kalinyina Okszana Szelehmetyeva |
| Július 22.          | Prague Open Prága, Csehország WTA 250 Salak – $ – 32E/24Q/16P                          | Barbora Krejčíková Kateřina Siniaková 6–3, 6–3     | Bethanie Mattek-Sands Lucie Šafářová      | Linda Nosková Laura Samson                           | Ella Seidel Viktorija Tomova Anhelina Kalinyina Okszana Szelehmetyeva |
| Július 29.          | Olimpia Párizs, Franciaország Salak – $ – 64E/32D/16X Egyéni – Páros – Vegyes páros    | Arany                                              | Ezüst                                     | Bronz                                                | 4. helyezés                                                           |
| Július 29.          | Olimpia Párizs, Franciaország Salak – $ – 64E/32D/16X Egyéni – Páros – Vegyes páros    | Cseng Csin-ven 6–2, 6–3                            | Donna Vekić                               | Iga Świątek 6–2, 6–1                                 | Anna Karolína Schmiedlová                                             |
| Július 29.          | Olimpia Párizs, Franciaország Salak – $ – 64E/32D/16X Egyéni – Páros – Vegyes páros    | Sara Errani Jasmine Paolini 2–6, 6–1, [10–7]       | Mirra Andrejeva Gyiana Snajgyer           | Cristina Bucșa Sara Sorribes Tormo 6–2, 6–2          | Karolína Muchová Linda Nosková                                        |
| Július 29.          | Olimpia Párizs, Franciaország Salak – $ – 64E/32D/16X Egyéni – Páros – Vegyes páros    | Kateřina Siniaková Tomáš Macháč 6–2, 5–7, [10–8]   | Vang Hszin-jü Csang Cse-csen              | Gabriela Dabrowski Félix Auger-Aliassime 6–3, 7–6(2) | Demi Schuurs Wesley Koolhof                                           |
| Július 29.          | Washington Open Washington, Amerikai Egyesült Államok WTA 500 Kemény – $ – 32S/24Q/16D | Paula Badosa 6–1, 4–6, 6–4                         | Marie Bouzková                            | Arina Szabalenka Caroline Dolehide                   | Viktorija Azaranka Robin Montgomery Emma Raducanu Amanda Anisimova    |
| Július 29.          | Washington Open Washington, Amerikai Egyesült Államok WTA 500 Kemény – $ – 32S/24Q/16D | Asia Muhammad Taylor Townsend 7–6(0), 6–3          | Csiang Hszin-jü Vu Fang-hszien            | Arina Szabalenka Caroline Dolehide                   | Viktorija Azaranka Robin Montgomery Emma Raducanu Amanda Anisimova    |

### Augusztus
| Kezdés napja                | Torna | Győztesek                                              | Döntősök                           | Elődöntősök                              | Negyeddöntősök                                                                    |
| --------------------------- | --- | ------------------------------------------------------ | ---------------------------------- | ---------------------------------------- | --------------------------------------------------------------------------------- |
| Augusztus 5.                | Canadian Open Toronto, Kanada WTA 1000 Kemény – $3,211,715 – 56E/32Q/24P                                       | Jessica Pegula 6–3, 2–6, 6–1                           | Amanda Anisimova                   | Gyiana Snajgyer Emma Navarro             | Ljudmila Szamszonova Peyton Stearns Taylor Townsend Arina Szabalenka              |
| Augusztus 5.                | Canadian Open Toronto, Kanada WTA 1000 Kemény – $3,211,715 – 56E/32Q/24P                                       | Caroline Dolehide Desirae Krawczyk 7–6(2), 3–6, [10–7] | Gabriela Dabrowski Erin Routliffe  | Gyiana Snajgyer Emma Navarro             | Ljudmila Szamszonova Peyton Stearns Taylor Townsend Arina Szabalenka              |
| Augusztus 12.               | Cincinnati Open Cincinnati, Amerikai Egyesült Államok WTA 1000 Kemény – $ – 56E/32Q/24P                        | Arina Szabalenka 6–3, 7–5                              | Jessica Pegula                     | Iga Świątek Paula Badosa                 | Mirra Andrejeva Ljudmila Szamszonova Leylah Fernandez Anasztaszija Pavljucsenkova |
| Augusztus 12.               | Cincinnati Open Cincinnati, Amerikai Egyesült Államok WTA 1000 Kemény – $ – 56E/32Q/24P                        | Asia Muhammad Erin Routliffe 3–6, 6–1, [10–4]          | Leylah Fernandez Julija Putyinceva | Iga Świątek Paula Badosa                 | Mirra Andrejeva Ljudmila Szamszonova Leylah Fernandez Anasztaszija Pavljucsenkova |
| Augusztus 19.               | Monterrey Open Monterrey, Mexikó WTA 500 Kemény – $922,573 – 32E/24Q/16P                                       | Linda Nosková 7–6(6), 6–4                              | Lulu Sun                           | Jekatyerina Alekszandrova Emma Navarro   | Erika Andrejeva Jüan Jüe Elina Szvitolina Magdalena Fręch                         |
| Augusztus 19.               | Monterrey Open Monterrey, Mexikó WTA 500 Kemény – $922,573 – 32E/24Q/16P                                       | Kuo Han-jü Monica Niculescu 3–6, 6–3, [10–4]           | Giuliana Olmos Alekszandra Panova  | Jekatyerina Alekszandrova Emma Navarro   | Erika Andrejeva Jüan Jüe Elina Szvitolina Magdalena Fręch                         |
| Augusztus 19.               | Tennis in the Land, Cleveland, Amerikai Egyesült Államok WTA 250 Kemény – $267,082 – 32E/24Q/16P               | McCartney Kessler 1–6, 6–1, 7–5                        | Beatriz Haddad Maia                | Kateřina Siniaková Anasztaszija Potapova | Clara Burel Peyton Stearns Arantxa Rus Ana Bogdan                                 |
| Augusztus 19.               | Tennis in the Land, Cleveland, Amerikai Egyesült Államok WTA 250 Kemény – $267,082 – 32E/24Q/16P               | Cristina Bucșa Hszü Ji-fan 3–6, 6–3, [10–6]            | Aojama Súko Hozumi Eri             | Kateřina Siniaková Anasztaszija Potapova | Clara Burel Peyton Stearns Arantxa Rus Ana Bogdan                                 |
| Augusztus 26. Szeptember 2. | US Open New York, Amerikai Egyesült Államok Grand Slam Kemény – $ – 128E/64D/32X Egyéni – Páros – Vegyes páros | Arina Szabalenka 7–5, 7–5                              | Jessica Pegula                     | Karolína Muchová Emma Navarro            | Iga Świątek Beatriz Haddad Maia Paula Badosa Cseng Csin-ven                       |
| Augusztus 26. Szeptember 2. | US Open New York, Amerikai Egyesült Államok Grand Slam Kemény – $ – 128E/64D/32X Egyéni – Páros – Vegyes páros | Ljudmila Kicsenok Jeļena Ostapenko 6–4, 6–3            | Kristina Mladenovic Csang Suaj     | Karolína Muchová Emma Navarro            | Iga Świątek Beatriz Haddad Maia Paula Badosa Cseng Csin-ven                       |
| Augusztus 26. Szeptember 2. | US Open New York, Amerikai Egyesült Államok Grand Slam Kemény – $ – 128E/64D/32X Egyéni – Páros – Vegyes páros | Sara Errani Andrea Vavassori 7–6(0), 7–5               | Taylor Townsend Donald Young       | Karolína Muchová Emma Navarro            | Iga Świątek Beatriz Haddad Maia Paula Badosa Cseng Csin-ven                       |

### Szeptember
| Kezdés napja                  | Torna                                                                 | Győztesek                                              | Döntősök                               | Elődöntősök                            | Negyeddöntősök                                                       |
| ----------------------------- | --------------------------------------------------------------------- | ------------------------------------------------------ | -------------------------------------- | -------------------------------------- | -------------------------------------------------------------------- |
| Szeptember 9.                 | Guadalajara Open Guadalajara, Mexikó WTA 500 Kemény – $ – 32E/24Q/16P | Magdalena Fręch 7–6(5), 6–4                            | Olivia Gadecki                         | Caroline Garcia Camila Osorio          | Marina Stakusic Marie Bouzková Kamilla Rahimova Martina Trevisan     |
| Szeptember 9.                 | Guadalajara Open Guadalajara, Mexikó WTA 500 Kemény – $ – 32E/24Q/16P | Anna Danilina Irina Hromacsova 2–6, 7–5, [10–7]        | Okszana Kalasnikova Kamilla Rahimova   | Caroline Garcia Camila Osorio          | Marina Stakusic Marie Bouzková Kamilla Rahimova Martina Trevisan     |
| Szeptember 9.                 | Jasmin Open Monasztir, Tunézia WTA 250 Kemény – $ – 32E/24Q/16P       | Sonay Kartal 6–3, 7–5                                  | Rebecca Šramková                       | Eva Lys Lucia Bronzetti                | Zeynep Sönmez Julija Sztarodubceva Antonia Ružić Sara Sorribes Tormo |
| Szeptember 9.                 | Jasmin Open Monasztir, Tunézia WTA 250 Kemény – $ – 32E/24Q/16P       | Anna Blinkova Mayar Sherif 2–6, 6–1, [10–8]            | Alina Kornyejeva Anasztaszija Zaharova | Eva Lys Lucia Bronzetti                | Zeynep Sönmez Julija Sztarodubceva Antonia Ružić Sara Sorribes Tormo |
| Szeptember 16.                | Korea Open Szöul, Dél-Korea WTA 500 Kemény – $ – 32E/24Q/16P          | Beatriz Haddad Maia 1–6, 6–4, 6–1                      | Darja Kaszatkina                       | Gyiana Snajgyer Veronyika Kugyermetova | Emma Raducanu Marta Kosztyuk Polina Kugyermetova Viktorija Tomova    |
| Szeptember 16.                | Korea Open Szöul, Dél-Korea WTA 500 Kemény – $ – 32E/24Q/16P          | Nicole Melichar-Martinez Ljudmila Szamszonova 6–1, 6–0 | Kato Miju Csang Suaj                   | Gyiana Snajgyer Veronyika Kugyermetova | Emma Raducanu Marta Kosztyuk Polina Kugyermetova Viktorija Tomova    |
| Szeptember 16.                | Thailand Open 2 Huahin, Thaiföld WTA 250 Kemény – $ – 32S/24Q/16D     | Rebecca Šramková 6–4, 6–4                              | Laura Siegemund                        | Arianne Hartono Tamara Zidanšek        | Hontama Mai Rebeka Masarova Jana Fett Nadia Podoroska                |
| Szeptember 16.                | Thailand Open 2 Huahin, Thaiföld WTA 250 Kemény – $ – 32S/24Q/16D     | Anna Danilina Irina Hromacsova 6–4, 7–5                | Eudice Chong Ucsijima Mojuka           | Arianne Hartono Tamara Zidanšek        | Hontama Mai Rebeka Masarova Jana Fett Nadia Podoroska                |
| Szeptember 23. Szeptember 30. | China Open Peking, Kína WTA 1000 Kemény – $ – 64E/24Q/28P             | Cori Gauff 6–1, 6–3                                    | Karolína Muchová                       | Cseng Csin-ven Paula Badosa            | Arina Szabalenka Mirra Andrejeva Julija Sztarodubceva Csang Suaj     |
| Szeptember 23. Szeptember 30. | China Open Peking, Kína WTA 1000 Kemény – $ – 64E/24Q/28P             | Sara Errani Jasmine Paolini 6–4, 6–4                   | Csan Hao-csing Veronyika Kugyermetova  | Cseng Csin-ven Paula Badosa            | Arina Szabalenka Mirra Andrejeva Julija Sztarodubceva Csang Suaj     |

### Október
| Kezdés napja | Torna                                                             | Győztesek                                       | Döntősök                             | Elődöntősök                          | Negyeddöntősök                                                            |
| ------------ | ----------------------------------------------------------------- | ----------------------------------------------- | ------------------------------------ | ------------------------------------ | ------------------------------------------------------------------------- |
| Október 7.   | Wuhan Open Vuhan, Kína WTA 1000 Kemény – $ – 56E/24Q/28P          | Arina Szabalenka 6–3, 5–7, 6–3                  | Cseng Csin-ven                       | Cori Gauff Vang Hszin-jü             | Magdalena Fręch Magda Linette Jasmine Paolini Jekatyerina Alekszandrova   |
| Október 7.   | Wuhan Open Vuhan, Kína WTA 1000 Kemény – $ – 56E/24Q/28P          | Anna Danilina Irina Hromacsova 6–3, 7–6(6)      | Asia Muhammad Jessica Pegula         | Cori Gauff Vang Hszin-jü             | Magdalena Fręch Magda Linette Jasmine Paolini Jekatyerina Alekszandrova   |
| Október 14.  | Ningbo Open Ningpo, Kína WTA 500 Kemény – $ – 32E/24Q/16P         | Darja Kaszatkina 6–0, 4–6, 6–4                  | Mirra Andrejeva                      | Paula Badosa Karolína Muchová        | Beatriz Haddad Maia Julija Putyinceva Barbora Krejčíková Anna Kalinszkaja |
| Október 14.  | Ningbo Open Ningpo, Kína WTA 500 Kemény – $ – 32E/24Q/16P         | Demi Schuurs Jüan Jüe 6–3, 6–3                  | Nicole Melichar-Martinez Ellen Perez | Paula Badosa Karolína Muchová        | Beatriz Haddad Maia Julija Putyinceva Barbora Krejčíková Anna Kalinszkaja |
| Október 14.  | Japan Women's Open Oszaka, Japán WTA 250 Kemény – $ – 32E/24Q/16P | Suzan Lamens 6–0, 6–4                           | Kimberly Birrell                     | Aoi Ito Diane Parry                  | Eva Lys Sara Saito Ana Bogdan Clara Tauson                                |
| Október 14.  | Japan Women's Open Oszaka, Japán WTA 250 Kemény – $ – 32E/24Q/16P | Sibahara Ena Laura Siegemund 3–6, 6–2, [10–2]   | Cristina Bucșa Monica Niculescu      | Aoi Ito Diane Parry                  | Eva Lys Sara Saito Ana Bogdan Clara Tauson                                |
| Október 21.  | Pan Pacific Open Tokió, Japán WTA 500 Kemény – $ – 32E/24Q/16P    | Cseng Csin-ven 7–6(5), 6–3                      | Sofia Kenin                          | Gyiana Snajgyer Katie Boulter        | Leylah Fernandez Sayaka Ishii Darja Kaszatkina Bianca Andreescu           |
| Október 21.  | Pan Pacific Open Tokió, Japán WTA 500 Kemény – $ – 32E/24Q/16P    | Aojama Súko Hozumi Eri 6–4, 7–6(3)              | Sibahara Ena Laura Siegemund         | Gyiana Snajgyer Katie Boulter        | Leylah Fernandez Sayaka Ishii Darja Kaszatkina Bianca Andreescu           |
| Október 21.  | Guangzhou Open Kanton, Kína WTA 250 Kemény – $ – 32E/24Q/16P      | Olga Danilović 6–3, 6–1                         | Caroline Dolehide                    | Kateřina Siniaková Lucia Bronzetti   | Bernarda Pera Mananchaya Sawangkaew Vang Hszi-jü Jéssica Bouzas Maneiro   |
| Október 21.  | Guangzhou Open Kanton, Kína WTA 250 Kemény – $ – 32E/24Q/16P      | Kateřina Siniaková Csang Suaj 6–4, 6–1          | Katarzyna Piter Stollár Fanny        | Kateřina Siniaková Lucia Bronzetti   | Bernarda Pera Mananchaya Sawangkaew Vang Hszi-jü Jéssica Bouzas Maneiro   |
| Október 28.  | Jiangxi Open Csiucsiang, Kína WTA 250 Kemény – $ – 32E/24Q/16P    | Viktorija Golubic 6–3, 7–5                      | Rebecca Šramková                     | Marie Bouzková Laura Siegemund       | Kamilla Rahimova Arantxa Rus Mananchaya Sawangkaew Martina Trevisan       |
| Október 28.  | Jiangxi Open Csiucsiang, Kína WTA 250 Kemény – $ – 32E/24Q/16P    | Kuo Han-jü Ucsijima Mojuka 7–6(5), 7–5          | Katarzyna Piter Stollár Fanny        | Marie Bouzková Laura Siegemund       | Kamilla Rahimova Arantxa Rus Mananchaya Sawangkaew Martina Trevisan       |
| Október 28.  | Mérida Open Mérida, Mexikó WTA 250 Kemény – $ – 32E/24Q/16P       | Zeynep Sönmez 6–2, 6–1                          | Ann Li                               | Alina Kornyejeva Polina Kugyermetova | Renata Zarazúa Sara Sorribes Tormo Jil Teichmann Nina Stojanović          |
| Október 28.  | Mérida Open Mérida, Mexikó WTA 250 Kemény – $ – 32E/24Q/16P       | Quinn Gleason Ingrid Martins 6–4, 6–4           | Magali Kempen Lara Salden            | Alina Kornyejeva Polina Kugyermetova | Renata Zarazúa Sara Sorribes Tormo Jil Teichmann Nina Stojanović          |
| Október 28.  | Hong Kong Open Hongkong, Kína WTA 250 Kemény – $ – 32E/24Q/16P    | Gyiana Snajgyer 6–1, 6–2                        | Katie Boulter                        | Leylah Fernandez Jüan Jüe            | Suzan Lamens Bernarda Pera Sofia Kenin Anasztaszija Zaharova              |
| Október 28.  | Hong Kong Open Hongkong, Kína WTA 250 Kemény – $ – 32E/24Q/16P    | Ulrikke Eikeri Ninomija Makoto 6–4, 4–6, [11–9] | Aojama Súko Hozumi Eri               | Leylah Fernandez Jüan Jüe            | Suzan Lamens Bernarda Pera Sofia Kenin Anasztaszija Zaharova              |

### November
| Kezdés napja | Torna                                                                                       | Győztesek                                  | Döntősök                           | Elődöntősök                         | Negyeddöntősök                                                                          |
| ------------ | ------------------------------------------------------------------------------------------- | ------------------------------------------ | ---------------------------------- | ----------------------------------- | --------------------------------------------------------------------------------------- |
| November 4.  | 2024-es WTA Finals Rijád, Szaúd-Arábia Év végi világbajnokság Kemény (f) 15 250 000 $ 8E/8P | Cori Gauff 3–6, 6–4, 7–6(2)                | Cseng Csin-ven                     | Arina Szabalenka Barbora Krejčíková | Körmérkőzés Jasmine Paolini Jelena Ribakina Iga Świątek Darja Kaszatkina Jessica Pegula |
| November 4.  | 2024-es WTA Finals Rijád, Szaúd-Arábia Év végi világbajnokság Kemény (f) 15 250 000 $ 8E/8P | Gabriela Dabrowski Erin Routliffe 7–5, 6–3 | Kateřina Siniaková Taylor Townsend | Arina Szabalenka Barbora Krejčíková | Körmérkőzés Jasmine Paolini Jelena Ribakina Iga Świątek Darja Kaszatkina Jessica Pegula |
| November 11. | Billie Jean King-kupa-finálé Sevilla, Spanyolország Kemény (f) – 12 csapat                  | Olaszország · 2–0                          | Szlovákia                          | Egyesült Királyság · Lengyelország  | Kanada · Ausztrália · Csehország · Japán                                                |

## Statisztika
Az alábbi táblázat az egyéniben (E), párosban (P) és vegyes párosban (V) elért győzelmek számát mutatja játékosonként, illetve országonként. Az oszlopokban a feltüntetett színekkel vannak elkülönítve egymástól a Grand Slam-tornák, a nyári olimpia tenisztornájának eredményei, az év végi világbajnokság (WTA Finals torna), a WTA1000 és WTA500 tornák, Valamint a WTA 250 tornák.
A játékosok/országok sorrendjét a következők határozzák meg: 1. győzelmek száma (azonos nemzetbeliek által megszerzett páros győzelem csak egyszer számít); 2. a torna rangja (a táblázat oszlopai szerinti sorrendben); 3. a versenyszám (egyéni – páros – vegyes páros); 4. ábécésorrend.
| Grand Slam tornák      |
| Nyári olimpia          |
| Év végi világbajnokság |
| WTA 1000               |
| WTA 500                |
| WTA 250                |

### Győzelmek játékosonként
| Össz | Játékos                        | Grand Slam | Grand Slam | Grand Slam | Olimpia | Olimpia | Olimpia | Év végi világbajnokság | Év végi világbajnokság | WTA1000 | WTA1000 | WTA500 | WTA500 | WTA250 | WTA250 | Összesen | Összesen | Összesen |
| Össz | Játékos                        | E          | P          | V          | E       | P       | V       | E                      | P                      | E       | P       | E      | P      | E      | P      | E        | P        | V        |
| ---- | ------------------------------ | ---------- | ---------- | ---------- | ------- | ------- | ------- | ---------------------- | ---------------------- | ------- | ------- | ------ | ------ | ------ | ------ | -------- | -------- | -------- |
| 6    | Kateřina Siniaková (CZE)       |            | ●          |            |         |         | ●       |                        |                        |         | ●       |        |        |        | ●      | 0        | 5        | 1        |
| 6    | Irina Hromacsova               |            |            |            |         |         |         |                        |                        |         | ●       |        | ●      |        | ●      | 0        | 6        | 0        |
| 5    | Iga Świątek (POL)              | ●          |            |            |         |         |         |                        |                        | ●       |         |        |        |        |        | 5        | 0        | 0        |
| 5    | Hszie Su-vej (TPE)             |            | ●          | ●          |         |         |         |                        |                        |         | ●       |        |        |        | ●      | 0        | 3        | 2        |
| 5    | Jeļena Ostapenko (LAT)         |            | ●          |            |         |         |         |                        |                        |         |         | ●      | ●      |        |        | 2        | 3        | 0        |
| 5    | Sara Errani (ITA)              |            |            | ●          |         | ●       |         |                        |                        |         | ●       |        | ●      |        |        | 0        | 4        | 1        |
| 5    | Jasmine Paolini (ITA)          |            |            |            |         | ●       |         |                        |                        | ●       | ●       |        | ●      |        |        | 1        | 4        | 0        |
| 5    | Anna Danilina (KAZ)            |            |            |            |         |         |         |                        |                        |         | ●       |        | ●      |        | ●      | 0        | 5        | 0        |
| 4    | Arina Szabalenka               | ●          |            |            |         |         |         |                        |                        | ●       |         |        |        |        |        | 4        | 0        | 0        |
| 4    | Cori Gauff (USA)               |            | ●          |            |         |         |         | ●                      |                        | ●       |         |        |        | ●      |        | 3        | 1        | 0        |
| 4    | Cristina Bucșa (ESP)           |            |            |            |         |         |         |                        |                        |         | ●       |        | ●      |        | ●      | 0        | 4        | 0        |
| 4    | Gyiana Snajgyer                |            |            |            |         |         |         |                        |                        |         |         | ●      |        | ●      |        | 4        | 0        | 0        |
| 3    | Elise Mertens (BEL)            |            | ●          |            |         |         |         |                        |                        |         | ●       |        |        |        | ●      | 0        | 3        | 0        |
| 3    | Ljudmila Kicsenok (UKR)        |            | ●          |            |         |         |         |                        |                        |         |         |        | ●      |        |        | 0        | 3        | 0        |
| 3    | Taylor Townsend (USA)          |            | ●          |            |         |         |         |                        |                        |         |         |        | ●      |        |        | 0        | 3        | 0        |
| 3    | Cseng Csin-ven (CHN)           |            |            |            | ●       |         |         |                        |                        |         |         | ●      |        | ●      |        | 3        | 0        | 0        |
| 3    | Erin Routliffe (NZL)           |            |            |            |         |         |         |                        | ●                      |         | ●       |        |        |        | ●      | 0        | 3        | 0        |
| 3    | Asia Muhammad (USA)            |            |            |            |         |         |         |                        |                        |         | ●       |        | ●      |        | ●      | 0        | 3        | 0        |
| 3    | Jelena Ribakina (KAZ)          |            |            |            |         |         |         |                        |                        |         |         | ●      |        |        |        | 3        | 0        | 0        |
| 3    | Nicole Melichar-Martinez (USA) |            |            |            |         |         |         |                        |                        |         |         |        | ●      |        |        | 0        | 3        | 0        |
| 2    | Barbora Krejčíková (CZE)       | ●          |            |            |         |         |         |                        |                        |         |         |        |        |        | ●      | 1        | 1        | 0        |
| 2    | Laura Siegemund (GER)          |            |            | ●          |         |         |         |                        |                        |         |         |        |        |        | ●      | 0        | 1        | 1        |
| 2    | Gabriela Dabrowski (CAN)       |            |            |            |         |         |         |                        | ●                      |         |         |        |        |        | ●      | 0        | 2        | 0        |
| 2    | Danielle Collins (USA)         |            |            |            |         |         |         |                        |                        | ●       |         | ●      |        |        |        | 2        | 0        | 0        |
| 2    | Jessica Pegula (USA)           |            |            |            |         |         |         |                        |                        | ●       |         | ●      |        |        |        | 2        | 0        | 0        |
| 2    | Sofia Kenin (USA)              |            |            |            |         |         |         |                        |                        |         | ●       |        | ●      |        |        | 0        | 2        | 0        |
| 2    | Bethanie Mattek-Sands (USA)    |            |            |            |         |         |         |                        |                        |         | ●       |        | ●      |        |        | 0        | 2        | 0        |
| 2    | Demi Schuurs (NED)             |            |            |            |         |         |         |                        |                        |         | ●       |        | ●      |        |        | 0        | 2        | 0        |
| 2    | Darja Kaszatkina               |            |            |            |         |         |         |                        |                        |         |         | ●      |        |        |        | 2        | 0        | 0        |
| 2    | Beatriz Haddad Maia (BRA)      |            |            |            |         |         |         |                        |                        |         |         | ●      | ●      |        |        | 1        | 1        | 0        |
| 2    | Monica Niculescu (ROU)         |            |            |            |         |         |         |                        |                        |         |         |        | ●      |        |        | 0        | 2        | 0        |
| 2    | Ellen Perez (AUS)              |            |            |            |         |         |         |                        |                        |         |         |        | ●      |        |        | 0        | 2        | 0        |
| 2    | Ketie Boulter (GBR)            |            |            |            |         |         |         |                        |                        |         |         | ●      |        | ●      |        | 2        | 0        | 0        |
| 2    | Ljudmila Szamszonova           |            |            |            |         |         |         |                        |                        |         |         |        | ●      | ●      |        | 1        | 1        | 0        |
| 2    | Sloane Stephens (USA)          |            |            |            |         |         |         |                        |                        |         |         |        | ●      | ●      |        | 1        | 1        | 0        |
| 2    | Jüan Jüe (CHN)                 |            |            |            |         |         |         |                        |                        |         |         |        | ●      | ●      |        | 1        | 1        | 0        |
| 2    | Csan Hao-csing (CHN)           |            |            |            |         |         |         |                        |                        |         |         |        | ●      |        | ●      | 0        | 2        | 0        |
| 2    | Kuo Han-jü (CHN)               |            |            |            |         |         |         |                        |                        |         |         |        | ●      |        | ●      | 0        | 1        | 0        |
| 2    | Jana Szizikova                 |            |            |            |         |         |         |                        |                        |         |         |        |        |        | ●      | 0        | 2        | 0        |
| 1    | Caroline Dolehide (USA)        |            |            |            |         |         |         |                        |                        |         | ●       |        |        |        |        | 0        | 1        | 0        |
| 1    | Storm Hunter (AUS)             |            |            |            |         |         |         |                        |                        |         | ●       |        |        |        |        | 0        | 1        | 0        |
| 1    | Desirae Krawczyk (USA)         |            |            |            |         |         |         |                        |                        |         | ●       |        |        |        |        | 0        | 1        | 0        |
| 1    | Sara Sorribes Tormo (ESP)      |            |            |            |         |         |         |                        |                        |         | ●       |        |        |        |        | 0        | 1        | 0        |
| 1    | Luisa Stefani (BRA)            |            |            |            |         |         |         |                        |                        |         | ●       |        |        |        |        | 0        | 1        | 0        |
| 1    | Paula Badosa (ESP)             |            |            |            |         |         |         |                        |                        |         |         | ●      |        |        |        | 1        | 0        | 0        |
| 1    | Magdalena Fręch (POL)          |            |            |            |         |         |         |                        |                        |         |         | ●      |        |        |        | 1        | 0        | 0        |
| 1    | Madison Keys (USA)             |            |            |            |         |         |         |                        |                        |         |         | ●      |        |        |        | 1        | 0        | 0        |
| 1    | Linda Nosková (CZE)            |            |            |            |         |         |         |                        |                        |         |         | ●      |        |        |        | 1        | 0        | 0        |
| 1    | Aojama Súko (JPN)              |            |            |            |         |         |         |                        |                        |         |         |        | ●      |        |        | 0        | 1        | 0        |
| 1    | Hozumi Eri (JPN)               |            |            |            |         |         |         |                        |                        |         |         |        | ●      |        |        | 0        | 1        | 0        |
| 1    | Ashlyn Krueger (USA)           |            |            |            |         |         |         |                        |                        |         |         |        | ●      |        |        | 0        | 1        | 0        |
| 1    | Veronyika Kugyermetova         |            |            |            |         |         |         |                        |                        |         |         |        | ●      |        |        | 0        | 1        | 0        |
| 1    | Vang Hszin-jü (CHN)            |            |            |            |         |         |         |                        |                        |         |         |        | ●      |        |        | 0        | 1        | 0        |
| 1    | Cseng Szaj-szaj (CHN)          |            |            |            |         |         |         |                        |                        |         |         |        | ●      |        |        | 0        | 1        | 0        |
| 1    | Mirra Andrejeva                |            |            |            |         |         |         |                        |                        |         |         |        |        | ●      |        | 1        | 0        | 0        |
| 1    | Suzan Lamens (NED)             |            |            |            |         |         |         |                        |                        |         |         |        |        | ●      |        | 1        | 0        | 0        |
| 1    | Magda Linette (POL)            |            |            |            |         |         |         |                        |                        |         |         |        |        | ●      |        | 1        | 0        | 0        |
| 1    | Olga Danilović (SRB)           |            |            |            |         |         |         |                        |                        |         |         |        |        | ●      |        | 1        | 0        | 0        |
| 1    | Viktorija Golubic (SUI)        |            |            |            |         |         |         |                        |                        |         |         |        |        | ●      |        | 1        | 0        | 0        |
| 1    | Sonay Kartal (GBR)             |            |            |            |         |         |         |                        |                        |         |         |        |        | ●      |        | 1        | 0        | 0        |
| 1    | McCartney Kessler (USA)        |            |            |            |         |         |         |                        |                        |         |         |        |        | ●      |        | 1        | 0        | 0        |
| 1    | Emma Navarro (USA)             |            |            |            |         |         |         |                        |                        |         |         |        |        | ●      |        | 1        | 0        | 0        |
| 1    | Camila Osorio (COL)            |            |            |            |         |         |         |                        |                        |         |         |        |        | ●      |        | 1        | 0        | 0        |
| 1    | Karolína Plíšková (CZE)        |            |            |            |         |         |         |                        |                        |         |         |        |        | ●      |        | 1        | 0        | 0        |
| 1    | Julija Putyinceva (KAZ)        |            |            |            |         |         |         |                        |                        |         |         |        |        | ●      |        | 1        | 0        | 0        |
| 1    | Zeynep Sönmez (TUR)            |            |            |            |         |         |         |                        |                        |         |         |        |        | ●      |        | 1        | 0        | 0        |
| 1    | Rebecca Šramková (SVK)         |            |            |            |         |         |         |                        |                        |         |         |        |        | ●      |        | 1        | 0        | 0        |
| 1    | Peyton Stearns (USA)           |            |            |            |         |         |         |                        |                        |         |         |        |        | ●      |        | 1        | 0        | 0        |
| 1    | Babos Tímea (HUN)              |            |            |            |         |         |         |                        |                        |         |         |        |        |        | ●      | 0        | 1        | 0        |
| 1    | Anna Blinkova                  |            |            |            |         |         |         |                        |                        |         |         |        |        |        | ●      | 0        | 1        | 0        |
| 1    | Ulrikke Eikeri (NOR)           |            |            |            |         |         |         |                        |                        |         |         |        |        |        | ●      | 0        | 1        | 0        |
| 1    | Olivia Gadecki (AUS)           |            |            |            |         |         |         |                        |                        |         |         |        |        |        | ●      | 0        | 1        | 0        |
| 1    | Quinn Gleason (USA)            |            |            |            |         |         |         |                        |                        |         |         |        |        |        | ●      | 0        | 1        | 0        |
| 1    | Viktória Hrunčáková (SVK)      |            |            |            |         |         |         |                        |                        |         |         |        |        |        | ●      | 0        | 1        | 0        |
| 1    | Hszü Ji-fan (CHN)              |            |            |            |         |         |         |                        |                        |         |         |        |        |        | ●      | 0        | 1        | 0        |
| 1    | Kato Miju (JPN)                |            |            |            |         |         |         |                        |                        |         |         |        |        |        | ●      | 0        | 1        | 0        |
| 1    | Ingrid Martins (BRA)           |            |            |            |         |         |         |                        |                        |         |         |        |        |        | ●      | 0        | 1        | 0        |
| 1    | Catherine McNally (USA)        |            |            |            |         |         |         |                        |                        |         |         |        |        |        | ●      | 0        | 1        | 0        |
| 1    | Ingrid Neel (EST)              |            |            |            |         |         |         |                        |                        |         |         |        |        |        | ●      | 0        | 1        | 0        |
| 1    | Olivia Nicholis (GBR)          |            |            |            |         |         |         |                        |                        |         |         |        |        |        | ●      | 0        | 1        | 0        |
| 1    | Ninomija Makoto (JPN)          |            |            |            |         |         |         |                        |                        |         |         |        |        |        | ●      | 0        | 1        | 0        |
| 1    | Giuliana Olmos (MEX)           |            |            |            |         |         |         |                        |                        |         |         |        |        |        | ●      | 0        | 1        | 0        |
| 1    | Alekszandra Panova             |            |            |            |         |         |         |                        |                        |         |         |        |        |        | ●      | 0        | 1        | 0        |
| 1    | Katarzyna Piter (POL)          |            |            |            |         |         |         |                        |                        |         |         |        |        |        | ●      | 0        | 1        | 0        |
| 1    | Kamilla Rahimova               |            |            |            |         |         |         |                        |                        |         |         |        |        |        | ●      | 0        | 1        | 0        |
| 1    | Bibiane Schoofs (NED)          |            |            |            |         |         |         |                        |                        |         |         |        |        |        | ●      | 0        | 1        | 0        |
| 1    | Mayar Sherif (EGY)             |            |            |            |         |         |         |                        |                        |         |         |        |        |        | ●      | 0        | 1        | 0        |
| 1    | Sibahara Ena (JPN)             |            |            |            |         |         |         |                        |                        |         |         |        |        |        | ●      | 0        | 1        | 0        |
| 1    | Stollár Fanny (HUN)            |            |            |            |         |         |         |                        |                        |         |         |        |        |        | ●      | 0        | 1        | 0        |
| 1    | Csang Suaj (CHN)               |            |            |            |         |         |         |                        |                        |         |         |        |        |        | ●      | 0        | 1        | 0        |
| 1    | Aldila Sutjiadi (INA)          |            |            |            |         |         |         |                        |                        |         |         |        |        |        | ●      | 0        | 1        | 0        |
| 1    | Ucsijima Mojuka (JPN)          |            |            |            |         |         |         |                        |                        |         |         |        |        |        | ●      | 0        | 1        | 0        |

### Győzelmek országonként
| Össz | Ország                    | Grand Slam | Grand Slam | Grand Slam | Olimpia | Olimpia | Olimpia | Év végi világbajnokság | Év végi világbajnokság | WTA1000 | WTA1000 | WTA500 | WTA500 | WTA250 | WTA250 | Összesen | Összesen | Összesen |
| Össz | Ország                    | E          | P          | V          | E       | P       | V       | E                      | P                      | E       | P       | E      | P      | E      | P      | E        | P        | V        |
| ---- | ------------------------- | ---------- | ---------- | ---------- | ------- | ------- | ------- | ---------------------- | ---------------------- | ------- | ------- | ------ | ------ | ------ | ------ | -------- | -------- | -------- |
| 26   | Amerikai Egyesült Államok |            | 2          |            |         |         |         | 1                      |                        | 3       | 3       | 3      | 7      | 5      | 2      | 12       | 14       | 0        |
| 10   | Kína                      |            |            |            | 1       |         |         |                        |                        |         |         | 1      | 3      | 2      | 3      | 4        | 6        | 0        |
| 9    | Csehország                | 1          | 2          |            |         |         | 1       |                        |                        |         | 1       | 1      |        | 1      | 2      | 3        | 5        | 1        |
| 9    | Kazahsztán                |            |            |            |         |         |         |                        |                        |         | 1       | 3      | 1      | 1      | 3      | 4        | 5        | 0        |
| 8    | Lengyelország             | 1          |            |            |         |         |         |                        |                        | 4       |         | 1      |        | 1      | 1      | 7        | 1        | 0        |
| 7    | Tajvan                    |            | 1          | 2          |         |         |         |                        |                        |         | 1       |        | 1      |        | 2      | 0        | 5        | 2        |
| 6    | Olaszország               |            |            | 1          |         | 1       |         |                        |                        | 1       | 2       |        | 1      |        |        | 1        | 4        | 1        |
| 5    | Lettország                |            | 1          |            |         |         |         |                        |                        |         |         | 2      | 2      |        |        | 2        | 3        | 0        |
| 5    | Spanyolország             |            |            |            |         |         |         |                        |                        |         | 1       | 1      | 1      |        | 2      | 1        | 4        | 0        |
| 5    | Japán                     |            |            |            |         |         |         |                        |                        |         |         |        | 1      |        | 4      | 0        | 5        | 0        |
| 4    | Brazília                  |            |            |            |         |         |         |                        |                        |         | 1       | 1      | 1      |        | 1      | 1        | 3        | 0        |
| 4    | Ausztrália                |            |            |            |         |         |         |                        |                        |         | 1       |        | 2      |        | 1      | 0        | 4        | 0        |
| 4    | Hollandia                 |            |            |            |         |         |         |                        |                        |         | 1       |        | 1      | 1      | 1      | 1        | 3        | 0        |
| 4    | Egyesült Királyság        |            |            |            |         |         |         |                        |                        |         |         | 1      |        | 2      | 1      | 3        | 1        | 0        |
| 3    | Belgium                   |            | 1          |            |         |         |         |                        |                        |         | 1       |        |        |        | 1      | 0        | 3        | 0        |
| 3    | Ukrajna                   |            | 1          |            |         |         |         |                        |                        |         |         |        | 2      |        |        | 0        | 3        | 0        |
| 3    | Új-Zéland                 |            |            |            |         |         |         |                        | 1                      |         | 1       |        |        |        | 1      | 0        | 3        | 0        |
| 2    | Németország               |            |            | 1          |         |         |         |                        |                        |         |         |        |        |        | 1      | 0        | 1        | 1        |
| 2    | Kanada                    |            |            |            |         |         |         |                        | 1                      |         |         |        |        |        | 1      | 0        | 2        | 0        |
| 2    | Románia                   |            |            |            |         |         |         |                        |                        |         |         |        | 2      |        |        | 0        | 2        | 0        |
| 2    | Szlovákia                 |            |            |            |         |         |         |                        |                        |         |         |        |        | 1      | 1      | 1        | 1        | 0        |
| 2    | Magyarország              |            |            |            |         |         |         |                        |                        |         |         |        |        |        | 2      | 0        | 2        | 0        |
| 1    | Kolumbia                  |            |            |            |         |         |         |                        |                        |         |         |        |        | 1      |        | 1        | 0        | 0        |
| 1    | Szerbia                   |            |            |            |         |         |         |                        |                        |         |         |        |        | 1      |        | 1        | 0        | 0        |
| 1    | Svájc                     |            |            |            |         |         |         |                        |                        |         |         |        |        | 1      |        | 1        | 0        | 0        |
| 1    | Törökország               |            |            |            |         |         |         |                        |                        |         |         |        |        | 1      |        | 1        | 0        | 0        |
| 1    | Egyiptom                  |            |            |            |         |         |         |                        |                        |         |         |        |        |        | 1      | 0        | 1        | 0        |
| 1    | Észtország                |            |            |            |         |         |         |                        |                        |         |         |        |        |        | 1      | 0        | 1        | 0        |
| 1    | Indonézia                 |            |            |            |         |         |         |                        |                        |         |         |        |        |        | 1      | 0        | 1        | 0        |
| 1    | Mexikó                    |            |            |            |         |         |         |                        |                        |         |         |        |        |        | 1      | 0        | 1        | 0        |
| 1    | Norvégia                  |            |            |            |         |         |         |                        |                        |         |         |        |        |        | 1      | 0        | 1        | 0        |

### Első győzelmek
Az alábbi játékosok pályafutásuk első WTA-győzelmét szerezték az adott versenyszámban 2024-ben:
Egyéni
- Emma Navarro – Hobart (Hobart International)
- Gyiana Snajgyer – Huahin (Hua Hin Championships)
- Jüan Jüe – Austin (ATX Open)
- Peyton Stearns – Rabat (Morocco Open)
- Mirra Andrejeva – Jászvásár (Iași Open)
- Linda Nosková – Monterrey (Monterrey Open)
- McCartney Kessler – Cleveland (Tennis in the Land)
- Magdalena Fręch – Guadalajara (Guadalajara Open)
- Rebecca Šramková – Huahin (Thailand Open 2)
- Suzan Lamens – Oszaka (Japan Women's Open)
- Zeynep Sönmez – Mérida (Mérida Open)

Páros
- Olivia Gadecki – Austin (ATX Open)
- Ashlyn Krueger – Charleston (Charleston Open)
- Sloane Stephens – Charleston (Charleston Open)
- Mayar Sherif – Monasztir (Jasmin Open)
- Ucsijima Mojuka – Csiucsiang (Jiangxi Open)
- Quinn Gleason – Mérida (Mérida Open)

### Címvédések
Az alábbi játékosok megvédték előző évben szerzett bajnoki címüket:
Egyéni
- Cori Gauff – Auckland (Auckland Classic)
- Arina Szabalenka – Australian Open (2024-es Australian Open – női egyes)
- Iga Świątek – Doha (Qatar Open)
- Iga Świątek – Párizs (Roland Garros)
- Katie Boulter – Nottingham (Nottingham Open)
- Cseng Csin-ven – Palermo (Palermo Ladies Open)
- Jessica Pegula – Toronto (Canadian Open)

Páros
- Taylor Townsend – Adelaide (Adelaide International)
- Jana Szizikova – Rabat (Morocco Open)
- Katarzyna Piter – Budapest (Hungarian Grand Prix)
- Stollár Fanny – Budapest (Hungarian Grand Prix)

### Top10 belépők
Az alábbi játékosok pályafutásuk során először kerültek a világranglista első 10 helyezettje közé:
Egyéni
- Cseng Csin-ven (2024. január 29-én a 7. helyre)
- Jasmine Paolini (2024. június 10-én a 7. helyre)

Páros
- Erin Routliffe (2024. január 1-én a 10. helyre)
- Caroline Dolehide (2024. augusztus 19-én a 10. helyre)
- Jasmine Paolini (2024. október 7-én a 9. helyre)

## Ranglisták
A naptári évre szóló ranglistán (race) az előző szezon zárásától, azaz a WTA Finals döntőjét követő héttől szerzett pontokat tartják számon, és az október végén vagy november elején megrendezésre kerülő világbajnokságra való kijutás függ tőle. A WTA-világranglista ezzel szemben az előző 52 hét versenyein szerzett pontokat veszi figyelembe, a következő szisztéma alapján: egyéniben maximum 16, párosban 11 tornát lehet beszámítani, amelyekbe mindenképpen beletartoznak a Grand Slam-tornák, a kötelező WTA1000-versenyek és az év végi bajnokságok, valamint a világranglista első húsz helyezettje számára a nem kötelező WTA1000 versenyeken elért két legjobb eredmény is.
- Megjegyzés: Oroszország és Fehéroroszország versenyzői az országaikkal szembeni szankciók miatt nem indulhatnak országuk zászlaja alatt, ezeknél a versenyzőknél a  ikon látható.

### Egyéni

#### Az éves pontszám (race) és a világranglista állása
Az alábbi két táblázat a race (az előző WTA Elite Trophy döntője után szerzett pontok száma) és a világranglista (az előző 52 héten szerzett pontok száma) állását mutatja be egyéniben az első harminc játékossal. Sárga alászínezéssel az évvégi világbajnokságra bejutott versenyzők.
| A 2024. évi pontverseny végeredménye (2024. október 28.) | A 2024. évi pontverseny végeredménye (2024. október 28.) | A 2024. évi pontverseny végeredménye (2024. október 28.) | A 2024. évi pontverseny végeredménye (2024. október 28.) | A 2024. évi pontverseny végeredménye (2024. október 28.) | A 2024. évi pontverseny végeredménye (2024. október 28.) |
| #                                                        | Vált.                                                    | Játékos                                                  | Ország                                                   | Pont                                                     | Tornák                                                   |
| -------------------------------------------------------- | -------------------------------------------------------- | -------------------------------------------------------- | -------------------------------------------------------- | -------------------------------------------------------- | -------------------------------------------------------- |
| 1                                                        | Állandó                                                  | Arina Szabalenka                                         |                                                          | 9016                                                     | 20                                                       |
| 2                                                        | Állandó                                                  | Iga Świątek                                              | Lengyelország                                            | 7970                                                     | 20                                                       |
| 3                                                        | Állandó                                                  | Cori Gauff                                               | Amerikai Egyesült Államok                                | 5230                                                     | 21                                                       |
| 4                                                        | Állandó                                                  | Jasmine Paolini                                          | Olaszország                                              | 5144                                                     | 19                                                       |
| 5                                                        | Állandó                                                  | Jelena Ribakina                                          | Kazahsztán                                               | 4971                                                     | 19                                                       |
| 6                                                        | Állandó                                                  | Jessica Pegula                                           | Amerikai Egyesült Államok                                | 4705                                                     | 19                                                       |
| 7                                                        | Állandó                                                  | Cseng Csin-ven                                           | Kína                                                     | 4540                                                     | 20                                                       |
| 8                                                        | Állandó                                                  | Emma Navarro                                             | Amerikai Egyesült Államok                                | 3568                                                     | 22                                                       |
| 9                                                        | 1                                                        | Darja Kaszatkina                                         |                                                          | 3368                                                     | 24                                                       |
| 10                                                       | 1                                                        | Danielle Collins                                         | Amerikai Egyesült Államok                                | 3176                                                     | 21                                                       |
| 11                                                       | Állandó                                                  | Paula Badosa                                             | Spanyolország                                            | 2908                                                     | 20                                                       |
| 12                                                       | Állandó                                                  | Barbora Krejčíková                                       | Csehország                                               | 2814                                                     | 16                                                       |
| 13                                                       | Állandó                                                  | Anna Kalinszkaja                                         |                                                          | 2743                                                     | 20                                                       |
| 14                                                       | 4                                                        | Gyiana Snajgyer                                          |                                                          | 2599                                                     | 24                                                       |
| 15                                                       | 1                                                        | Jeļena Ostapenko                                         | Lettország                                               | 2588                                                     | 21                                                       |
| 16                                                       | 1                                                        | Mirra Andrejeva                                          |                                                          | 2578                                                     | 17                                                       |
| 17                                                       | 1                                                        | Beatriz Haddad Maia                                      | Brazília                                                 | 2554                                                     | 26                                                       |
| 18                                                       | 1                                                        | Marta Kosztyuk                                           | Ukrajna                                                  | 2493                                                     | 21                                                       |
| 19                                                       | Állandó                                                  | Donna Vekić                                              | Horvátország                                             | 2258                                                     | 21                                                       |
| 20                                                       | Állandó                                                  | Viktorija Azaranka                                       |                                                          | 2126                                                     | 19                                                       |
| 21                                                       | Állandó                                                  | Madison Keys                                             | Amerikai Egyesült Államok                                | 2126                                                     | 16                                                       |
| 22                                                       | Állandó                                                  | Karolína Muchová                                         | Csehország                                               | 1971                                                     | 12                                                       |
| 23                                                       | 1                                                        | Magdalena Fręch                                          | Lengyelország                                            | 1928                                                     | 28                                                       |
| 24                                                       | 1                                                        | Ljudmila Szamszonova                                     |                                                          | 1885                                                     | 24                                                       |
| 25                                                       | 1                                                        | Linda Nosková                                            | Csehország                                               | 1878                                                     | 20                                                       |
| 26                                                       | 3                                                        | Elina Szvitolina                                         | Ukrajna                                                  | 1871                                                     | 21                                                       |
| 27                                                       | Állandó                                                  | Jekatyerina Alekszandrova                                |                                                          | 1848                                                     | 25                                                       |
| 28                                                       | Állandó                                                  | Julija Putyinceva                                        | Kazahsztán                                               | 1844                                                     | 22                                                       |
| 29                                                       | 2                                                        | Katie Boulter                                            | Egyesült Királyság                                       | 1828                                                     | 21                                                       |
| 30                                                       | 1                                                        | Anasztaszija Pavljucsenkova                              |                                                          | 1796                                                     | 22                                                       |

| 1  | Arina Szabalenka            | 9416 | 21 | 2  | 1  | 3   | 1       |
| 2  | Iga Świątek (POL)           | 8370 | 21 | 1  | 1  | 2   | 1       |
| 3  | Cori Gauff (USA)            | 6530 | 22 | 3  | 2  | 6   | Állandó |
| 4  | Jasmine Paolini (ITA)       | 5344 | 20 | 30 | 4  | 31  | 26      |
| 5  | Cseng Csin-ven (CHN)        | 5340 | 21 | 15 | 5  | 15  | 10      |
| 6  | Jelena Ribakina (KAZ)       | 5171 | 20 | 4  | 3  | 6   | 2       |
| 7  | Jessica Pegula (USA)        | 4705 | 20 | 5  | 4  | 7   | 2       |
| 8  | Emma Navarro (USA)          | 3589 | 22 | 38 | 8  | 31  | 30      |
| 9  | Darja Kaszatkina            | 3368 | 25 | 18 | 9  | 18  | 9       |
| 10 | Barbora Krejčíková (CZE)    | 3214 | 17 | 10 | 8  | 32  | Állandó |
| 11 | Danielle Collins (USA)      | 3178 | 19 | 55 | 8  | 71  | 44      |
| 12 | Paula Badosa (ESP)          | 2908 | 20 | 66 | 11 | 140 | 54      |
| 13 | Gyiana Snajgyer             | 2895 | 24 | 60 | 12 | 108 | 47      |
| 14 | Anna Kalinszkaja            | 2743 | 20 | 77 | 11 | 80  | 63      |
| 15 | Jeļena Ostapenko (LAT)      | 2588 | 21 | 13 | 9  | 15  | 2       |
| 16 | Mirra Andrejeva             | 2578 | 17 | 46 | 16 | 58  | 30      |
| 17 | Beatriz Haddad Maia (BRA)   | 2554 | 26 | 11 | 10 | 23  | 6       |
| 18 | Marta Kosztyuk (UKR)        | 2493 | 21 | 39 | 16 | 41  | 21      |
| 19 | Donna Vekić (CRO)           | 2258 | 21 | 23 | 18 | 49  | 4       |
| 20 | Viktorija Azaranka          | 2127 | 17 | 22 | 16 | 33  | 2       |
| 21 | Madison Keys (USA)          | 2126 | 16 | 12 | 12 | 24  | 9       |
| 22 | Karolína Muchová (CZE)      | 1971 | 12 | 8  | 9  | 53  | 14      |
| 23 | Elina Szvitolina (UKR)      | 1942 | 21 | 25 | 17 | 34  | 2       |
| 24 | Katie Boulter (USA)         | 1931 | 21 | 58 | 23 | 57  | 34      |
| 25 | Magdalena Fręch (POL)       | 1928 | 28 | 63 | 22 | 72  | 38      |
| 26 | Linda Nosková (CZE)         | 1913 | 20 | 41 | 25 | 51  | 15      |
| 27 | Ljudmila Szamszonova        | 1885 | 24 | 16 | 13 | 27  | 11      |
| 28 | Jekatyerina Alekszandrova   | 1848 | 25 | 21 | 15 | 33  | 7       |
| 29 | Julija Putyinceva (KAZ)     | 1844 | 22 | 69 | 29 | 80  | 40      |
| 30 | Anasztaszija Pavljucsenkova | 1807 | 22 | 59 | 21 | 60  | 29      |

| A 2024. évi pontverseny végeredménye (2024. október 28.) | A 2024. évi pontverseny végeredménye (2024. október 28.) | A 2024. évi pontverseny végeredménye (2024. október 28.) | A 2024. évi pontverseny végeredménye (2024. október 28.) | A 2024. évi pontverseny végeredménye (2024. október 28.) | A 2024. évi pontverseny végeredménye (2024. október 28.) |
| #                                                        | Vált.                                                    | Játékos                                                  | Ország                                                   | Pont                                                     | Tornák                                                   |
| -------------------------------------------------------- | -------------------------------------------------------- | -------------------------------------------------------- | -------------------------------------------------------- | -------------------------------------------------------- | -------------------------------------------------------- |
| 1                                                        | Állandó                                                  | Arina Szabalenka                                         |                                                          | 9016                                                     | 20                                                       |
| 2                                                        | Állandó                                                  | Iga Świątek                                              | Lengyelország                                            | 7970                                                     | 20                                                       |
| 3                                                        | Állandó                                                  | Cori Gauff                                               | Amerikai Egyesült Államok                                | 5230                                                     | 21                                                       |
| 4                                                        | Állandó                                                  | Jasmine Paolini                                          | Olaszország                                              | 5144                                                     | 19                                                       |
| 5                                                        | Állandó                                                  | Jelena Ribakina                                          | Kazahsztán                                               | 4971                                                     | 19                                                       |
| 6                                                        | Állandó                                                  | Jessica Pegula                                           | Amerikai Egyesült Államok                                | 4705                                                     | 19                                                       |
| 7                                                        | Állandó                                                  | Cseng Csin-ven                                           | Kína                                                     | 4540                                                     | 20                                                       |
| 8                                                        | Állandó                                                  | Emma Navarro                                             | Amerikai Egyesült Államok                                | 3568                                                     | 22                                                       |
| 9                                                        | 1                                                        | Darja Kaszatkina                                         |                                                          | 3368                                                     | 24                                                       |
| 10                                                       | 1                                                        | Danielle Collins                                         | Amerikai Egyesült Államok                                | 3176                                                     | 21                                                       |
| 11                                                       | Állandó                                                  | Paula Badosa                                             | Spanyolország                                            | 2908                                                     | 20                                                       |
| 12                                                       | Állandó                                                  | Barbora Krejčíková                                       | Csehország                                               | 2814                                                     | 16                                                       |
| 13                                                       | Állandó                                                  | Anna Kalinszkaja                                         |                                                          | 2743                                                     | 20                                                       |
| 14                                                       | 4                                                        | Gyiana Snajgyer                                          |                                                          | 2599                                                     | 24                                                       |
| 15                                                       | 1                                                        | Jeļena Ostapenko                                         | Lettország                                               | 2588                                                     | 21                                                       |
| 16                                                       | 1                                                        | Mirra Andrejeva                                          |                                                          | 2578                                                     | 17                                                       |
| 17                                                       | 1                                                        | Beatriz Haddad Maia                                      | Brazília                                                 | 2554                                                     | 26                                                       |
| 18                                                       | 1                                                        | Marta Kosztyuk                                           | Ukrajna                                                  | 2493                                                     | 21                                                       |
| 19                                                       | Állandó                                                  | Donna Vekić                                              | Horvátország                                             | 2258                                                     | 21                                                       |
| 20                                                       | Állandó                                                  | Viktorija Azaranka                                       |                                                          | 2126                                                     | 19                                                       |
| 21                                                       | Állandó                                                  | Madison Keys                                             | Amerikai Egyesült Államok                                | 2126                                                     | 16                                                       |
| 22                                                       | Állandó                                                  | Karolína Muchová                                         | Csehország                                               | 1971                                                     | 12                                                       |
| 23                                                       | 1                                                        | Magdalena Fręch                                          | Lengyelország                                            | 1928                                                     | 28                                                       |
| 24                                                       | 1                                                        | Ljudmila Szamszonova                                     |                                                          | 1885                                                     | 24                                                       |
| 25                                                       | 1                                                        | Linda Nosková                                            | Csehország                                               | 1878                                                     | 20                                                       |
| 26                                                       | 3                                                        | Elina Szvitolina                                         | Ukrajna                                                  | 1871                                                     | 21                                                       |
| 27                                                       | Állandó                                                  | Jekatyerina Alekszandrova                                |                                                          | 1848                                                     | 25                                                       |
| 28                                                       | Állandó                                                  | Julija Putyinceva                                        | Kazahsztán                                               | 1844                                                     | 22                                                       |
| 29                                                       | 2                                                        | Katie Boulter                                            | Egyesült Királyság                                       | 1828                                                     | 21                                                       |
| 30                                                       | 1                                                        | Anasztaszija Pavljucsenkova                              |                                                          | 1796                                                     | 22                                                       |

| 1  | Arina Szabalenka            | 9416 | 21 | 2  | 1  | 3   | 1       |
| 2  | Iga Świątek (POL)           | 8370 | 21 | 1  | 1  | 2   | 1       |
| 3  | Cori Gauff (USA)            | 6530 | 22 | 3  | 2  | 6   | Állandó |
| 4  | Jasmine Paolini (ITA)       | 5344 | 20 | 30 | 4  | 31  | 26      |
| 5  | Cseng Csin-ven (CHN)        | 5340 | 21 | 15 | 5  | 15  | 10      |
| 6  | Jelena Ribakina (KAZ)       | 5171 | 20 | 4  | 3  | 6   | 2       |
| 7  | Jessica Pegula (USA)        | 4705 | 20 | 5  | 4  | 7   | 2       |
| 8  | Emma Navarro (USA)          | 3589 | 22 | 38 | 8  | 31  | 30      |
| 9  | Darja Kaszatkina            | 3368 | 25 | 18 | 9  | 18  | 9       |
| 10 | Barbora Krejčíková (CZE)    | 3214 | 17 | 10 | 8  | 32  | Állandó |
| 11 | Danielle Collins (USA)      | 3178 | 19 | 55 | 8  | 71  | 44      |
| 12 | Paula Badosa (ESP)          | 2908 | 20 | 66 | 11 | 140 | 54      |
| 13 | Gyiana Snajgyer             | 2895 | 24 | 60 | 12 | 108 | 47      |
| 14 | Anna Kalinszkaja            | 2743 | 20 | 77 | 11 | 80  | 63      |
| 15 | Jeļena Ostapenko (LAT)      | 2588 | 21 | 13 | 9  | 15  | 2       |
| 16 | Mirra Andrejeva             | 2578 | 17 | 46 | 16 | 58  | 30      |
| 17 | Beatriz Haddad Maia (BRA)   | 2554 | 26 | 11 | 10 | 23  | 6       |
| 18 | Marta Kosztyuk (UKR)        | 2493 | 21 | 39 | 16 | 41  | 21      |
| 19 | Donna Vekić (CRO)           | 2258 | 21 | 23 | 18 | 49  | 4       |
| 20 | Viktorija Azaranka          | 2127 | 17 | 22 | 16 | 33  | 2       |
| 21 | Madison Keys (USA)          | 2126 | 16 | 12 | 12 | 24  | 9       |
| 22 | Karolína Muchová (CZE)      | 1971 | 12 | 8  | 9  | 53  | 14      |
| 23 | Elina Szvitolina (UKR)      | 1942 | 21 | 25 | 17 | 34  | 2       |
| 24 | Katie Boulter (USA)         | 1931 | 21 | 58 | 23 | 57  | 34      |
| 25 | Magdalena Fręch (POL)       | 1928 | 28 | 63 | 22 | 72  | 38      |
| 26 | Linda Nosková (CZE)         | 1913 | 20 | 41 | 25 | 51  | 15      |
| 27 | Ljudmila Szamszonova        | 1885 | 24 | 16 | 13 | 27  | 11      |
| 28 | Jekatyerina Alekszandrova   | 1848 | 25 | 21 | 15 | 33  | 7       |
| 29 | Julija Putyinceva (KAZ)     | 1844 | 22 | 69 | 29 | 80  | 40      |
| 30 | Anasztaszija Pavljucsenkova | 1807 | 22 | 59 | 21 | 60  | 29      |

#### Világranglistát vezetők
| Név              | Élre kerülés      | Lekerülés         |
| ---------------- | ----------------- | ----------------- |
| Iga Świątek      | 2023. november 6. | 2024. október 20. |
| Arina Szabalenka | 2024. október 21. |                   |

### Páros

#### Az éves pontszám (race) és a világranglista állása
Az alábbi két táblázat a race (az adott versenyévben elért pontok száma) és a világranglista (a megelőző 52 héten szerzett pontok száma) állását mutatja be párosban az első tíz párral, illetve az első húsz játékossal, jelezve a helyezés változását az előző héthez képest. Sárga alászínezéssel az évvégi világbajnokságra bejutott versenyzők.
| A 2024. évi pontszerzések végeredménye (2024. október 28.) | A 2024. évi pontszerzések végeredménye (2024. október 28.) | A 2024. évi pontszerzések végeredménye (2024. október 28.) | A 2024. évi pontszerzések végeredménye (2024. október 28.) | A 2024. évi pontszerzések végeredménye (2024. október 28.) |
| #                                                          | Vált.                                                      | Csapat                                                     | Pont                                                       | Tornák                                                     |
| ---------------------------------------------------------- | ---------------------------------------------------------- | ---------------------------------------------------------- | ---------------------------------------------------------- | ---------------------------------------------------------- |
| 1                                                          | Állandó                                                    | Ljudmila Kicsenok (UKR) · Jeļena Ostapenko (LAT)           | 5948                                                       |                                                            |
| 2                                                          | Állandó                                                    | Gabriela Dabrowski (CAN) · Erin Routliffe (NZL)            | 5425                                                       |                                                            |
| 3                                                          | Állandó                                                    | Hszie Su-vej (AUS) · Elise Mertens (BEL)                   | 5130                                                       |                                                            |
| 4                                                          | Állandó                                                    | Sara Errani (ITA) · Jasmine Paolini (ITA)                  | 5045                                                       |                                                            |
| 5                                                          | Állandó                                                    | Desirae Krawczyk (USA) · Caroline Dolehide (USA)           | 4363                                                       |                                                            |
| 6                                                          | Állandó                                                    | Nicole Melichar-Martinez (USA) · Ellen Perez (AUS)         | 4020                                                       |                                                            |
| 7                                                          | Állandó                                                    | Csan Hao-csing (TPE) · Veronyika Kugyermetova (RUS)        | 3818                                                       |                                                            |
| 8                                                          | 1                                                          | Bethanie Mattek-Sands (USA) · Sofia Kenin (USA)            | 3345                                                       |                                                            |
| 9                                                          | 1                                                          | Taylor Townsend (USA) · Kateřina Siniaková (CZE)           | 3221                                                       |                                                            |
| 10                                                         | Állandó                                                    | Demi Schuurs (NED) · Luisa Stefani (BRA)                   | 2840                                                       |                                                            |

| WTA páros világranglista (2024. november 11.) | WTA páros világranglista (2024. november 11.) | WTA páros világranglista (2024. november 11.) | WTA páros világranglista (2024. november 11.) | WTA páros világranglista (2024. november 11.) |
| #                                             | Vált.                                         | Versenyző                                     | Pont                                          | Tornák                                        |
| --------------------------------------------- | --------------------------------------------- | --------------------------------------------- | --------------------------------------------- | --------------------------------------------- |
| 1                                             | Állandó                                       | Kateřina Siniaková (CZE)                      | 9530                                          | 17                                            |
| 2                                             | Állandó                                       | Erin Routliffe (NZL)                          | 8565                                          | 24                                            |
| 3                                             | 2                                             | Gabriela Dabrowski (CAN)                      | 6805                                          | 17                                            |
| 4                                             | 1                                             | Ljudmila Kicsenok (UKR)                       | 6165                                          | 20                                            |
| 5                                             | 4                                             | Taylor Townsend (USA)                         | 6108                                          | 15                                            |
| 6                                             | 2                                             | Jeļena Ostapenko (LAT)                        | 5948                                          | 15                                            |
| 7                                             | 1                                             | Hszie Su-vej (TPE)                            | 5506                                          | 18                                            |
| 8                                             | 1                                             | Sara Errani (ITA)                             | 5456                                          | 22                                            |
| 9                                             | 1                                             | Elise Mertens (BEL)                           | 5430                                          | 17                                            |
| 10                                            | Állandó                                       | Jasmine Paolini (ITA)                         | 5235                                          | 17                                            |
| 11                                            | Állandó                                       | Desirae Krawczyk (USA)                        | 4858                                          | 23                                            |
| 12                                            | 1                                             | Nicole Melichar-Martinez (USA)                | 4670                                          | 26                                            |
| 13                                            | 2                                             | Ellen Perez (AUS)                             | 4560                                          | 27                                            |
| 14                                            | 2                                             | Caroline Dolehide (USA)                       | 4483                                          | 19                                            |
| 15                                            | 1                                             | Asia Muhammad (USA)                           | 4348                                          | 24                                            |
| 16                                            | Állandó                                       | Csan Hao-csing (TPE)                          | 4250                                          | 26                                            |
| 17                                            | 1                                             | Veronyika Kugyermetova                        | 4120                                          | 19                                            |
| 18                                            | 1                                             | Irina Hromacsova                              | 3881                                          | 30                                            |
| 19                                            | Állandó                                       | Cristina Bucșa (ESP)                          | 3758                                          | 27                                            |
| 20                                            | Állandó                                       | Bethanie Mattek-Sands (USA)                   | 3726                                          | 23                                            |

#### Páros világranglistát vezetők
| Név                | Élre kerülés        | Lekerülés           |
| ------------------ | ------------------- | ------------------- |
| Storm Hunter       | 2023. november 6.   | 2024. január 28.    |
| Elise Mertens      | 2024. január 29.    | 2024. március 17.   |
| Hszie Su-vej       | 2024. március 18.   | 2024. június 9.     |
| Elise Mertens      | 2024. június 10.    | 2024. július 14.    |
| Erin Routliffe     | 2024. július 15.    | 2024. szeptember 8. |
| Kateřina Siniaková | 2024. szeptember 9. |                     |

## Visszavonult versenyzők
Azon versenyzők felsorolása, akik 2024-ben vonultak vissza az aktív játéktól, vagy 52 hete nem vettek részt versenyen, és pályafutásuk során egyéniben vagy párosban legalább egy WTA-tornagyőzelmet szereztek, vagy a világranglistán a legjobb 100 közé kerültek.
- Alizé Cornet (1990. január 22. Nizza, Franciaország) – 2006–2024 közötti profi pályafutása során egyéniben hat, párosban három WTA-tornát nyert meg, emellett egyéniben és párosban is három ITF-versenyen diadalmaskodott. Juniorként 2007-ben megnyerte a Roland Garroson a lányok versenyét. A felnőttek között a Grand Slam-tornákon legjobb eredményeként egyéniben a 2022-es Australian Openen, a 63. Grand Slam-tornáján jutott a negyeddöntőig. Párosban a legjobb eredménye a 3. kör, amelyet a 2014-es és a 2019-es Australian Open, a 2019-es wimbledoni teniszbajnokságon, valamint a 2023-as Roland Garroson ért el. Az egyéni világranglistán a legjobb helyezése egyéniben a tizenegyedik volt, amelyet 2009 februárjában ért el, párosban az 59. helyen állt 2011. márciusban. A 2024-es Roland Garrost követően vonult vissza a profi versenyzéstől.[8]
- Camila Giorgi (1991. december 30. Macerata, Olaszország) – 2006–2024 közötti profi pályafutása során egyéniben három WTA- és öt ITF-versenyt nyert meg. Legjobb Grand Slam-tornaeredménye a 2018-as wimbledoni teniszbajnokságon elért negyeddöntő. Az egyéni világranglistán a legjobb helyezése a 26. hely, amelyet 2018. október 22-én ért el. Visszavonulását a profi versenyzéstől 2024. május 13-án jelentette be.[9]
- Angelique Kerber (1988. január 18. Bréma, Németország) – 2006–2024 közötti profi pályafutása során egyéniben 14 WTA-tornát nyert meg, emellett 11 egyéni és három páros ITF-versenyen diadalmaskodott. A 2016-os riói olimpián döntőbe jutott, ahol azonban vereséget szenvedett a Puerto Ricó-i Mónica Puigtól, és így ezüstérmet szerzett.[10] A 2016-os WTA Finals év végi világbajnokságon a döntőbe jutott, ott azonban vereséget szenvedett a szlovák Dominika Cibulkovától. A Grand Slam-tornákon egyéniben háromszor emelte magasba a trófeát, győzött a 2016-os Australian Openen, a 2018-as wimbledoni teniszbajnokságon, valamint a 2016-os US Openen. 2016 szeptember 12-én, a US Openen aratott győzelme után világelső lett,[11] és 20 héten keresztül, 2017. január 30-ig állt ezen a helyen, majd 2017. március 20-án 5 hétre ismét a világranglista élére került.[12] 2017. május 15-én 9 hétre ismét visszavette az elsőséget, így összesen 34 héten keresztül állt a világranglista élén. Utolsó mérkőzését a 2024-es olimpián játszotta.[13]
- Garbiñe Muguruza (1993. október 8. Caracas, Venezuela) – 2011–2024 közötti profi pályafutása során egyéniben tíz WTA-tornát nyert meg, párosban öt WTA-győzelmet szerzett. Ezek mellett hét egyéni és egy páros ITF-tornán győzött. A Grand Slam-tornákon egyéniben kétszer emelte magasba a trófeát, győzött a 2016-os Roland Garroson és a 2017-es wimbledoni teniszbajnokságon. 2017. szeptember 11-én a világranglista élére került, elsőségét 4 héten keresztül őrizte. Párosban a legjobb világranglista helyezése a 10. hely, amelyet 2015. február 23-án foglalt el. 2017-ben az ITF világbajnoka címet kapta meg.[14] 2021-ben megnyerte az év végi világbajnokságnak tekintett WTA Finals tornát. Visszavonulását 2024 áprilisában jelentette be.[15]